# Jeff Hardy
Jeffrey Nero Hardy (Cameron, Carolina del Norte; 31 de agosto de 1977), conocido como Jeff Hardy, es un luchador profesional, y músico estadounidense. Actualmente trabaja para la empresa Total Nonstop Action Wrestling (TNA). Se le conoce principalmente por haber laborado para empresas como WWF/WWE, All Elite Wrestling (AEW), y Ring of Honor (ROH), así como en varias compañías del circuito independiente. 
Su hermano Matt también es luchador profesional y juntos formaron The Hardy Boyz, uno de los equipos más recordados dentro de la lucha libre. Antes de ganar prominencia en WWF, los hermanos Hardy fundaron y formaron parte de Organization of Modern Extreme Grappling Arts (OMEGA). Después de firmar con la WWF, los hermanos trabajaron como talentos de mejora antes de ganar notoriedad en la división de equipos en parte debido a su participación en las luchas tipo Tables, Ladders and Chairs. Con la incorporación de Lita, el equipo se hizo conocido como Team Xtreme y continuó creciendo en popularidad. Junto a Matt, Hardy ganó once campeonatos mundiales en parejas entre WWE, TNA y ROH.
Hardy se convirtió en un luchador de competencia individual a tiempo completo, ganando cinco veces el Campeonato Intercontinental, una vez el Campeonato de los Estados Unidos y una vez el Campeonato Europeo. Capturó su primer de seis campeonatos mundiales, el Campeonato de WWE y pasó a ganar el Campeonato Mundial Peso Pesado en dos ocasiones y el Campeonato Mundial Peso Pesado de TNA tres veces y es Campeón de Triple Corona y del Grand Slam.
Hardy está involucrado en el motocross, la música, la pintura y otros esfuerzos artísticos. Actualmente es miembro de la banda PeroxWhy? Gen, con quien ha lanzado dos álbumes de estudio y una obra extendida.

## Primeros años
Jeff Nero Hardy nació el 31 de agosto de 1977, siendo hijo de Gilbert y Ruby Moore Hardy, y hermano menor de Matt Hardy. Su madre murió debido a un cáncer cerebral en 1986, cuando Jeff tenía 9 años. Se interesó en el motocross a los 12 y tuvo su primera moto, una Yamaha YZ-80. Cuando era pequeño jugaba al béisbol, pero lo tuvo que dejar debido a una lesión en el brazo producida durante una carrera de motocross. También jugó fútbol mientras estaba en la secundaria, siendo fullback y linebacker. Además, compitió como brevemente como luchador amateur en secundaria. Tuvo que dejar de competir en los deportes de la secundaria, después de que se le diera a elegir entre los deportes y la lucha libre, siendo la lucha libre su decisión final. Las materias favoritas de Hardy en la escuela eran la historia y el arte de los Estados Unidos, que estudio para obtener créditos adicionales.

## Carrera

### Inicios (1993-1998)
Cuando era joven mencionó como inspiración a Sting, The Ultimate Warrior y a Shawn Michaels para ser luchador. Antes de entrar a WWF, su hermano Matt formó su propia promoción de lucha libre, Organization of Modern Extreme Grappling Arts (OMEGA), junto con Thomas Simpson. La promoción fue mucho más exitosa que la versión original, la TWF, e incluía mejores talentos como Shannon Moore, Gregory Helms y Joey Matthews. En OMEGA, Jeff utilizó diferentes gimmicks como Willow the Wisp, Iceman, Mean Jimmy Jack y The Masked Mountain. Mientras estuvo en OMEGA, Jeff consiguió el Campeonato de Nuevas Fronteras de OMEGA y el Campeonato por Parejas de OMEGA y 2 veces el el campeonato de los pesos pesados de OMEGA los reinados por el título de los pesos pesados fueron los más cortos el primero como Jeff Hardy duró 3 minutos con el título y el segundo como Willow duró una hora . La promoción cerró en abril de 1998 cuando los hermanos firmaron con la WWF.

### World Wrestling Federation / Entertainment

#### Apariciones iniciales (1994-1998)
Jeff mintió sobre su edad en un formulario de empleo realizado por la WWF, apareciendo en la empresa por primera vez en 1993, cuando tenía apenas 16 años de edad. Ahí, participó en el evento King of the Ring como el encargado de abrir las puertas y cargar con el trono del ganador de King of the Ring. Debutó como luchador en la World Wrestling Federation a la edad de 16 años como jobber. Su primer combate fue el 6 de junio de 1994, donde fue derrotado por Razor Ramon por Pinfall. Siguió luchando como jobber durante el 1997 frente a luchadores como Owen Hart y Rob Van Dam. Cuando los directivos se enteraron de que era menor de edad, decidieron enviar a Jeff a ligas menores. Jeff junto con su hermano Matt Hardy y sus amigos crearon una nueva compañía, la TWF (Trampoline Wrestling Federation) donde imitaban los movimientos que veían por televisión.

#### The Hardy Boyz (1998-2002)
En 1998, los hermanos Hardy firmaron con la World Wrestling Federation (WWF) y fueron entrenados por Dory Funk, Jr. en su dojo junto con otros luchadores como Kurt Angle, Christian, Test, A-Train, entre otros. Finalmente debutaron en la WWF a mediados de 1998, formando un equipo llamado The Hardy Boyz (llamado posteriormente The Hardys). Los Hardy lucharon frecuentemente en Shotgun y HEAT durante gran parte del año antes de entrar al plantel principal de la WWF. Cuando Edge y Christian crearon el grupo The Brood en 1999, The Hardys comenzaron a ser acompañados al ring por Michael Hayes, quien más tarde se estableció como su mánager. El 29 de junio de 1999, ganaron su primer Campeonato en Parejas de la WWF venciendo a The Acolytes, perdiéndolo un mes más tarde en el evento Fully Loaded ante los mismos. Después de la disolución de The Brood, The Hardys crearon junto con el exmiembro de dicho equipo, Gangrel, un nuevo grupo llamado The New Brood, comenzando un feudo con Edge y Christian, a quienes derrotaron en No Mercy, ganando los servicios de Terri Runnels como mánager. Posteriormente, en Survivor Series y Armageddon, participaron en combates en parejas, sin lograr la victoria.

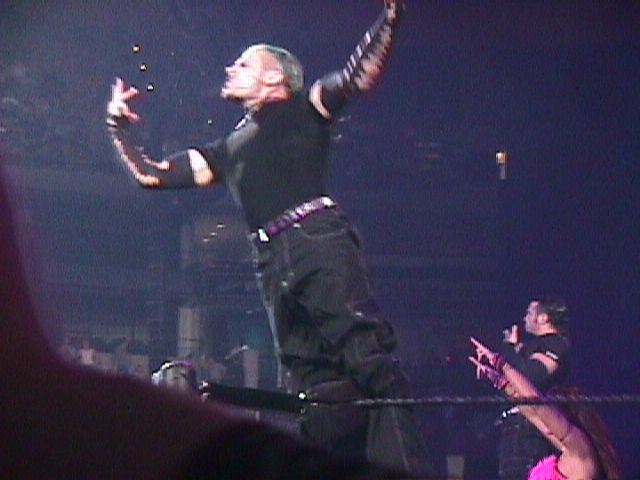
Hardy, Lita (ropa rosa, al centro) y Matt, haciendo su entrada en el evento King of the Ring 2000.

A inicios de 2000, The Hardy Boyz comenzaron a ser acompañados al ring por Lita, con quien formaron el grupo Team Xtreme. Durante el primer trimestre del año protagonizaron varios combates frente a otros equipos tales como The Dudley Boys y Edge & Christian, enfrentándose a los primeros en el Royal Rumble en un Tag Team Table Match; a los segundos en No Way Out; y a ambos en WrestleMania 2000, con una victoria y dos derrotas respectivamente. El combate de WrestleMania, fue elegido por la revista Pro Wrestling Illustrated como la Lucha del año 2000.
Luego de WrestleMania, lucharon ocasionalmente en RAW y SmackDown! contra parejas como los Dudley Boyz, Edge & Christian, Test & Albert y Too Cool. En SummerSlam, fueron derrotados por Edge & Christian en un combate TLC en el que además participaron los The Dudley Boys. En Unforgiven obtuvieron el Campeonato en Parejas de la WWF tras derrotar a Edge & Christian en un Steel Cage Match, pero lo perdieron frente a los mismos en No Mercy. Sin embargo, un día después, recuperaron los campeonatos tras derrotar nuevamente a Edge & Christian, perdiéndolos el 6 de noviembre frente a Right to Censor. En Survivor Series, el equipo de Jeff ganó la lucha de eliminación clásica, siendo Jeff el único superviviente del combate.

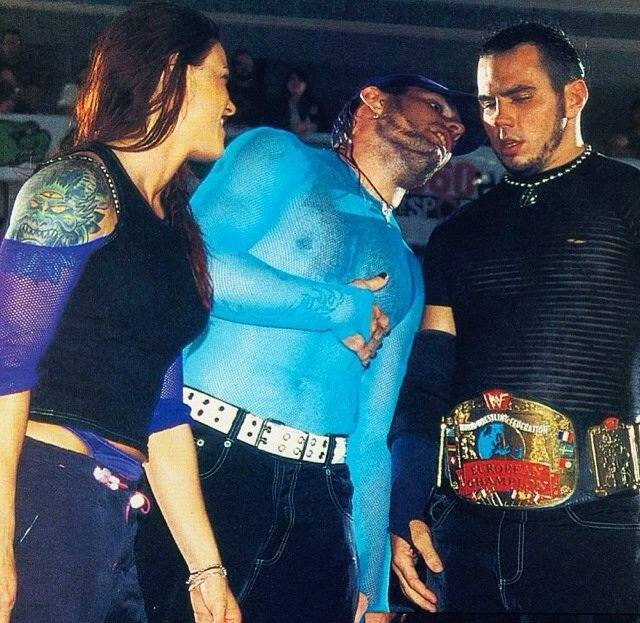
Jeff (centro) junto a su hermano Matt y Lita en 2001.

En el evento Royal Rumble, Jeff participó en el Royal Rumble Match donde fue rápidamente eliminado. Luego, en WrestleMania X-Seven y en Insurrextion, The Hardys se enfrentaron a Edge y Christian, siendo derrotados en ambos combates. El 10 de abril, Jeff derrotó a Triple H ganando su primer Campeonato Intercontinental, sin embargo el 16 de abril perdió el campeonato frente al mismo tras una intervención de Steve Austin. El 5 de junio, derrotó a Jerry Lynn ganando el Campeonato Peso Ligero, el cual retuvo durante tres semanas hasta que lo perdió frente X-Pac. Durante el año además, consiguió el Campeonato Hardcore en dos ocasiones, perdiéndolo ambas veces frente a Rob Van Dam.
En Unforgiven, The Hardys participaron en un Four Way Elimination Match pero fueron derrotados por los Dudley Boys. En la edición de RAW del 8 de octubre derrotaron a Booker T y Test, ganando el Campeonato Mundial en Parejas de la WCW. Retuvieron el campeonato en No Mercy frente a Lance Storm y The Hurricane, perdiéndolo luego frente a los Dudley Boyz el 23 de octubre en RAW. El 12 de noviembre consiguieron el Campeonato en Parejas de la WWF tras derrotar a Booker T y Test, perdiéndolo en Survivor Series frente a los Dudley Boyz en un combate de unificación del Campeonato en Parejas de la WCW de los Dudleys y el Campeonato en Parejas de la WWF de los Hardys.
Después de perder los títulos Jeff tuvo un pequeño feudo con su hermano Matt lo que les llevó a un combate en Vengeance, donde Jeff salió victorioso. Posteriormente, ambos Hardys fueron atacados por The Undertaker, provocándoles una lesión que los mantuvo inactivos hasta el año siguiente (kayfabe).

#### Carrera en solitario (2002-2003)
Jeff y Matt regresaron en el Royal Rumble 2002, sin ninguna mención de su rivalidad anterior, donde fueron rápidamente eliminados por The Undertaker. En No Way Out, The Hardys participaron en un Tag Team Turmoil match pero fueron derrotados por The APA. También participaron en WrestleMania X8 donde fueron derrotados por Billy y Chuck en un combate por el Campeonato Mundial en Parejas. Tras esto, The Hardys se separaron cuando su hermano Matt pasó a SmackDown! y Jeff se quedó en RAW.
Posteriormente tuvo un feudo con Brock Lesnar en el que también participó su hermano Matt. Se enfrentó a Lesnar en Backlash y en Judgment Day, siendo ambas veces derrotado. Luego, el 8 de julio derrotó a William Regal ganando el Campeonato Europeo. Tras retener el campeonato en Vengeance frente a William Regal, perdió el campeonato frente a Rob Van Dam en una lucha por la unificación del Campeonato Europeo y del Campeonato Intercontinental. Participó en Survivor Series haciendo equipo con los Dudley Boyz con quienes derrotó a Rosey, Jamal y Rico. En Armageddon derrotó a D'Lo Brown.

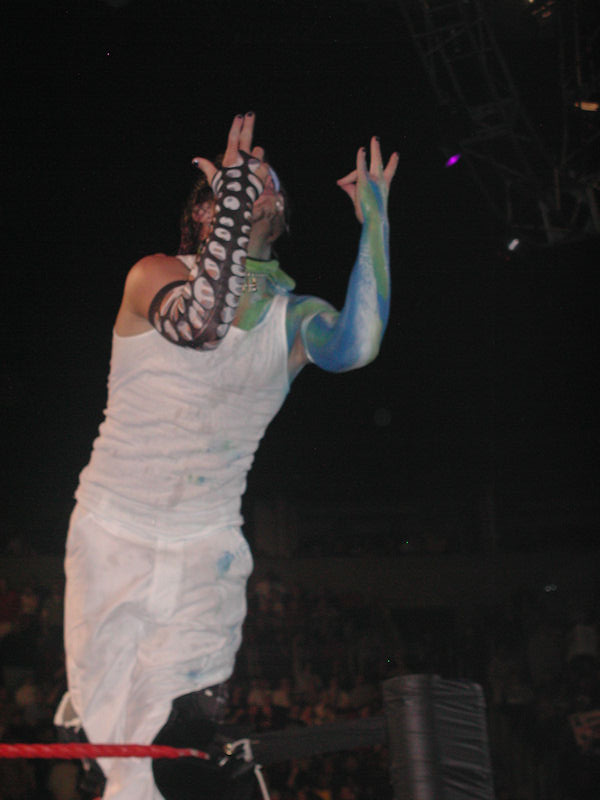
Hardy en 2003.

En enero de 2003, Jeff se convirtió en heel cuando atacó a Rob Van Dam y Shawn Michaels. Participó en Royal Rumble, siendo eliminado por Van Dam. Sin embargo, Jeff se volvió nuevamente face un mes después de salvar a Stacy Keibler de ser atacada por Christian. Durante las siguientes semanas tuvo un pequeño feudo con Chris Jericho, el cual terminó en No Way Out, donde Jeff fue derrotado. En marzo, Jeff tuvo una relación sentimental con Trish Stratus (kayfabe) después de salvarla de Steven Richards y Victoria.
Empezó un feudo con The Rock, alrededor de la historia de amor con Trish Stratus, pero esta no logró ser culminada debido al despido de Jeff de la WWE el 22 de abril de 2003. Los motivos dados para su liberación de la empresa eran el comportamiento errático, el uso de drogas, la negativa de ir a la rehabilitación, su deterioro en el ring y su falta de asistencia.

### Circuito independiente y Ring of Honor (2003)
El 24 de mayo de 2003, Hardy hizo su primera aparición en la lucha libre después de ser liberado por WWE durante un show para la promoción OMEGA. Allí, usó su viejo personaje (gimmick), «Willow the Wisp», y retó a Krazy K a un combate por el Campeonato de Peso Crucero OMEGA, en el que fue derrotado.
Este mismo año, también apareció en Ring of Honor (ROH) en el evento Death Before Dishonour, una vez más como «Willow the Wisp», usando una máscara y una gabardina. Como Willow, participó en un combate de triple amenaza contra Joey Matthews y Krazy K, obteniendo la victoria y durante el cual fue rápidamente desenmascarado y perdió su chaqueta, quedando con un atuendo similar al que usaba en WWE. Debido a esto, fue abucheado antes, durante y después de la lucha por la audiencia de ROH, quienes coreaban «¡Queremos a Matt!» y «¡Te despidieron!».

### Total Nonstop Action Wrestling (2004–2005)
El 23 de junio de 2004 Jeff debutó en la Total Nonstop Action Wrestling (TNA) frente a A.J. Styles en una pelea por el Campeonato de la División X, la cual acabó en empate cuando Kid Kash y Dallas interfirieron y les golpearon. Hardy regresó el 21 de julio y se centró en el Campeonato Mundial Peso Pesado de la NWA. El 8 de septiembre, Jeff se enfrentó a Jeff Jarret por el campeonato, pero fue derrotado. En octubre, Jeff ganó un torneo, convirtiéndose en el retador N.º 1 del campeonato, recibiendo una oportunidad en Victory Road, donde fue nuevamente derrotado por Jeff Jarret en un ladder. Un mes después, en Turning Point, Jeff, Styles y Randy Savage derrotaron a Jeff Jarret, Scott Hall y Kevin Nash.

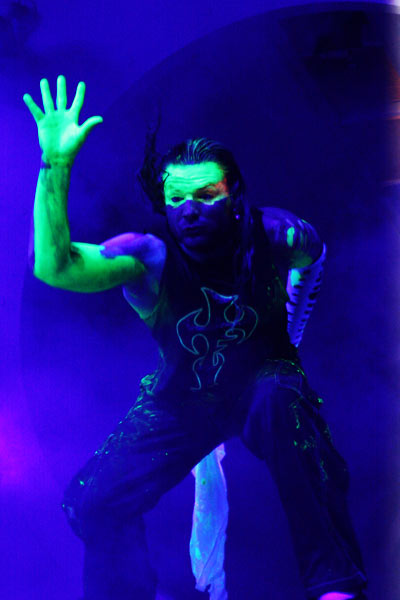
Hardy durante un evento de TNA en 2005.

El 16 de enero de 2005, Jeff volvió a derrotar a Scott Hall en el evento Final Resolution y en febrero de 2005, en Against All Odds, fue derrotado por Abyss en un combate Full Metal Mayhem. Sin embargo, en Destination X, Jeff venció a Abyss en un Falls Count Anywhere.
Luego inició un feudo con Raven, a quien derrotó en Lockdown en una steel cage. El 15 de mayo, Jeff fue suspendido por no aparecer en un combate contra Raven en Hard Justice, alegando que tuvo dificultades en el viaje. Jeff regresó el 5 de agosto en Sacrifice, atacando a Jeff Jarret. En Unbreakable fue derrotado por Bobby Roode debido a la interferencia de Jarrett. En octubre de 2005, Hardy empezó una rivalidad con Abyss, Rhino y Sabu, la cual terminó en TNA Bound for Glory, donde Jeff fue derrotado. Más tarde, esa misma noche, Jeff compitió en una Battle Royal para convertirse en el retador del Campeonato Mundial de la NWA, la cual ganó Rhino. En Genesis Jeff perdió frente a Monty Brown.
Hardy fue nuevamente suspendido por no aparecer en el evento Turning Point, volviendo a alegar problemas en el viaje. Finalmente, fue despedido de la empresa a principios del 2006.

### Regreso a WWE

#### Reunión de Los Hardy Boyz (2006-2007)

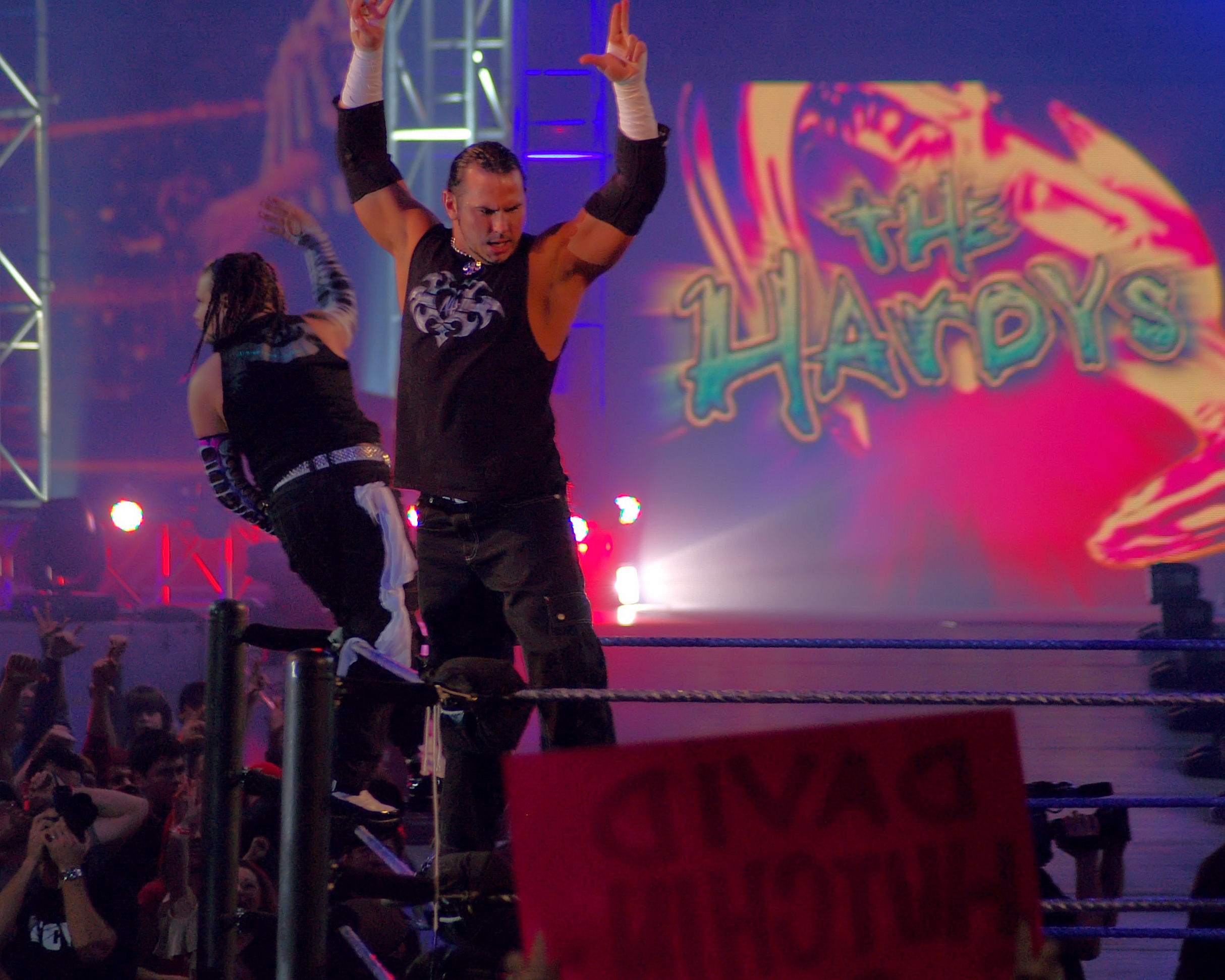
Jeff y su hermano Matt Hardy (de frente) haciendo su entrada en December to Dismember en 2006.

El 4 de agosto de 2006 la World Wrestling Entertainment (WWE) anunció el regreso de Jeff a la compañía, haciendo su regreso oficial el 21 de agosto en RAW al enfrentar y derrotar por descalificación al entonces Campeón de la WWE Edge. Durante las siguientes semanas entró en feudo con Johnny Nitro en torno al Campeonato Intercontinental, enfrentándose en la edición del 4 de septiembre de RAW y en Unforgiven, sin poder obtener el campeonato en dichas ocasiones. Sin embargo, el 2 de octubre en RAW, Jeff derrotó a Nitro, ganando su segundo Campeonato Intercontinental. Tras retener el campeonato frente a Carlito en Cyber Sunday, fue derrotado por Nitro el 6 de noviembre en RAW, perdiendo el Campeonato Intercontinental. Sólo una semana más tarde, el 13 de noviembre en RAW, recuperó el campeonato al derrotar nuevamente a Nitro.
Posteriormente, en Survivor Series, el equipo de DX (Triple H, Shawn Michaels, CM Punk, Matt Hardy y Jeff Hardy) derrotó al equipo de Rated-RKO (Edge, Randy Orton, Mike Knox, Johnny Nitro y Gregory Helms) con un categórico 5-0. Durante ese tiempo comenzó a hacer equipo nuevamente con su hermano Matt comenzando un feudo con MNM (Johnny Nitro & Joey Mercury) enfrentándose ambos equipos en December to Dismember saliendo victoriosos. En Armageddon, Jeff se reunió con su hermano Matt y compitió en un ladder match por el Campeonato en Parejas de la WWE, siendo derrotados por Paul London & Brian Kendrick, en una lucha donde también participaron William Regal & Dave Taylor y MNM (Joey Mercury & Johnny Nitro). Durante el combate Jeff le rompió la nariz a Mercury con una escalera, causándole una severa lesión.
En New Year's Revolution, Jeff derrotó a Johnny Nitro en una Steel Cage reteniendo el Campeonato Intercontinental. En Royal Rumble, The Hardys derrotaron Joey Mercury y a Johnny Nitro. Más tarde participó en el Royal Rumble match, donde fue eliminado por Edge. Posteriormente en No Way Out hicieron equipo con Chris Benoit y vencieron a MVP y MNM.

#### Campeón Intercontinental (2007-2008)

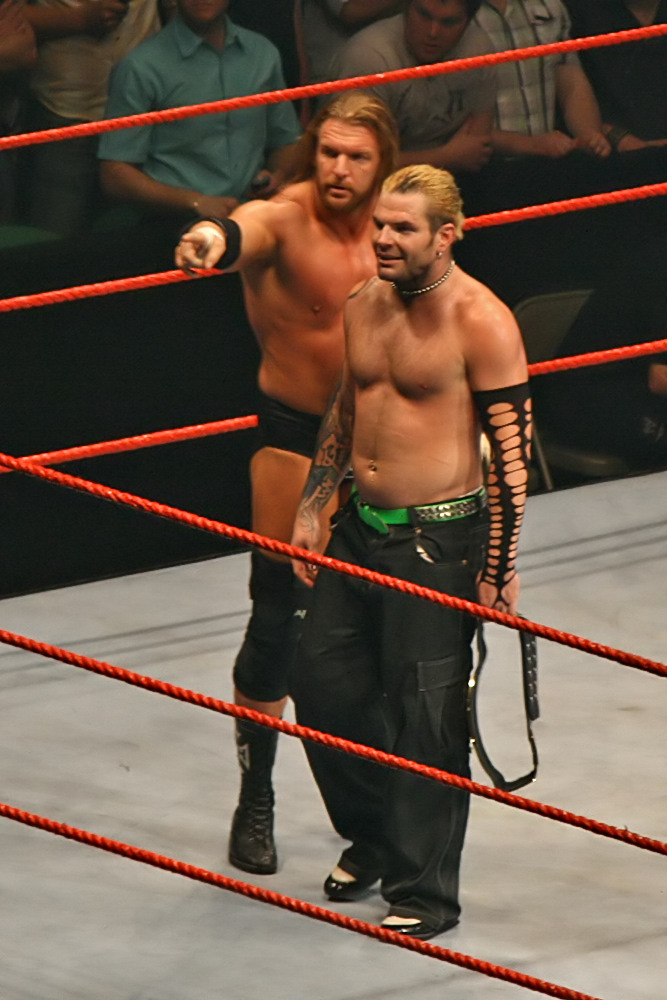
Hardy junto a Triple H en 2007.

El 17 de febrero, Jeff fue derrotado por Umaga, perdiendo el Campeonato Intercontinental. Se clasificó y participó en la Money in the Bank de WrestleMania 23, donde se enfrentó a CM Punk, Randy Orton, Finlay, Edge, Mr. Kennedy, King Booker y Matt Hardy, lucha que fue ganada por Kennedy. El 2 de abril, Jeff y su hermano Matt ganaron el Campeonato Mundial en Parejas tras ganar una Battle Royal de 10 equipos.
En Backlash y en Judgement Day, The Hardys retuvieron el Campeonato Mundial en Parejas frente a Lance Cade y Trevor Murdoch, y en One Night Stand lo hicieron frente a The World's Greatest Tag Team. El 4 de junio perdieron el Campeonato Mundial en Parejas tras ser derrotados por Lance Cade y Trevor Murdoch, perdiendo además la revancha en Vengeance: Night of Champions.
En The Great American Bash, Jeff se enfrentó a Umaga en un combate por el Campeonato Intercontinental, el cual perdió. El 3 de septiembre en la edición de RAW, Jeff derrotó a Umaga consiguiendo su cuarto Campeonato Intercontinental. Unas semanas antes de Cyber Sunday se anunció que Jeff Hardy, Shawn Michaels y Mr.Kennedy podrían conseguir la oportunidad por el Campeonato de la WWE frente a Randy Orton. La votación fue ganada por Shawn Michaels por lo que Mr.Kennedy y Jeff se enfrentaron en un combate donde Jeff perdió. En Survivor Series formó parte del equipo de Triple H donde consiguieron derrotar al equipo de Umaga, quedando como único sobreviviente junto a Triple H. En Armageddon Jeff derrotó a Triple H, convirtiéndose en el retador N.º 1 por el Campeonato de la WWE en Royal Rumble.
El feudo con Randy Orton se intensificó cuando Orton atacó a su hermano Matt, el 14 de enero en RAW se enfrentó a Orton por el Campeonato Intercontinental pero apenas sono la campana Orton fue descalificado al aplicarle un Low Blow y posteriormente lo atacó hasta la escenografía y Jeff lo lanzó a abajo de la escenografía y se subió a los postes de la escenografía y le aplicó un Swanton Bomb de más de 10 metros de altura y ambos fueron sacados en camilla. El 27 de enero en Royal Rumble fue derrotado por Randy Orton en una lucha por el Campeonato de la WWE, terminando así el feudo entre ellos. En No Way Out participó en una Elimination Chamber, siendo eliminado por Triple H. El 18 de febrero en RAW, Jeff derrotó a Snitsky obteniendo la clasificación para el Money in the Bank de Wrestlemania XXIV. El 10 de marzo, Jeff perdió el Campeonato Intercontinental frente a Chris Jericho tras la suspensión de 60 días realizada por violar por segunda vez la política antidrogas de la empresa. Al dar positivo en el control antidrogas, Jeff fue inmediatamente eliminado del combate Money in the Bank de WrestleMania.
El 12 de mayo hizo su regreso a RAW, donde derrotó a Umaga. Posteriormente se enfrentó a MVP en Judgment Day y a Umaga en un combate Falls Count Anywhere en One Night Stand, resultando ganador en ambos combates.

#### Reinados como Campeón Mundial (2008-2009)
El 23 de junio en la edición de Raw, durante la cual se realizó el Draft, Jeff fue enviado a la marca SmackDown!. En SummerSlam perdió frente a MVP por la interrupción de Shelton Benjamin.
En Unforgiven, No Mercy y Cyber Sunday no logró ganar el Campeonato de la WWE, al ser derrotado en todas las ocasiones por Triple H., iba a particiar en un Triple Threat Match contra Triple H y Vladimir Kozlov pero fue atacado en la madrugada en las escaleras de su hotel y a medio combate Vickie Guerrero metió a Edge al combate y Jeff vino al ring para atacar a Edge y le golpeo accidentalmente a Kozlov con una silla y Edge le aplicó un spear y ganó el título. Finalmente logró ganar el Campeonato de la WWE en Armageddon, después de derrotar a Triple H y al entonces campeón Edge.

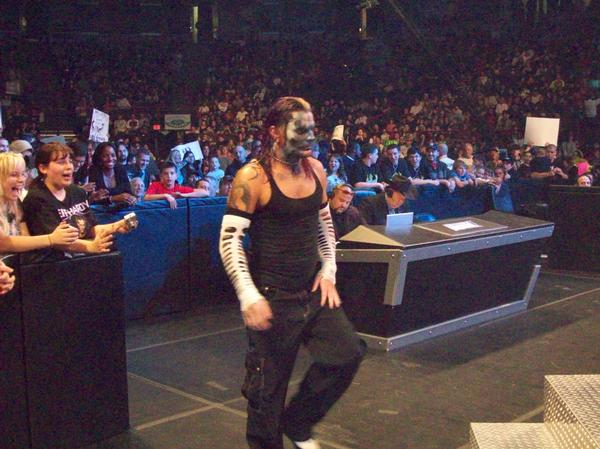
Hardy en 2009.

En enero de 2009, como parte del storyline, Hardy sufrió varios accidentes, incluyendo un accidente automovilístico y un accidente con sus pirotecnias al momento de realizar una de sus entradas. En Royal Rumble, Hardy perdió el Campeonato de la WWE ante Edge después de que su hermano, Matt Hardy, interfiriera en la lucha y golpeara a Hardy con una silla de acero. Semanas después, Matt reveló que él era el responsable de todos los accidentes que Hardy había sufrido los últimos meses. En WrestleMania XXV, Jeff fue derrotado por Matt en un Extreme Rules Match. Sin embargo, en una lucha de revancha en Backlash, Jeff derrotó a Matt en un "I Quit" Match.
Tras esto, recibió una oportunidad por el Campeonato Mundial Peso Pesado en Judgment Day, en donde fue derrotado por Edge debido a una interferencia de Matt Hardy. Sin embargo, en Extreme Rules, Hardy derrotó a Edge en un Ladder Match para ganar por primera vez el Campeonato Mundial Peso Pesado. Inmediatamente después del combate, CM Punk apareció para cobrar su maletín de Money in the Bank con éxito, perdiendo Hardy de esa manera tan rápida el título. En The Bash, Hardy recibió su revancha por el campeonato, llevándose la victoria pero por descalificación debido a que Punk pateó al árbitro en la parte posterior de la cabeza mientras fingía una lesión ocular, lo que no le permitió a Hardy ganar el título. Sin embargo, en Night of Champions, Hardy derrotó a Punk esta vez por cuenta de tres para ganar el Campeonato Mundial Peso Pesado por segunda vez en su carrera. En SummerSlam, Hardy perdió nuevamente el título ante Punk en un Tables, Ladders and Chairs Match. Finalmente, el 28 de agosto en SmackDown, Hardy fue derrotado por Punk en un Steel Cage Match por el campeonato, por lo que abandonó la WWE debido a la estipulación acordada entre él y Punk, la cual decía que el perdiera dicho combate se iría de la empresa. Eso fue creado para permitirle a Hardy irse de la WWE para sanar sus heridas, incluyendo una lesión en el cuello. Hardy también tenía herniados dos discos de la espalda y un síndrome de piernas inquietas.

### Regreso a TNA

#### Immortal (2010-2011)

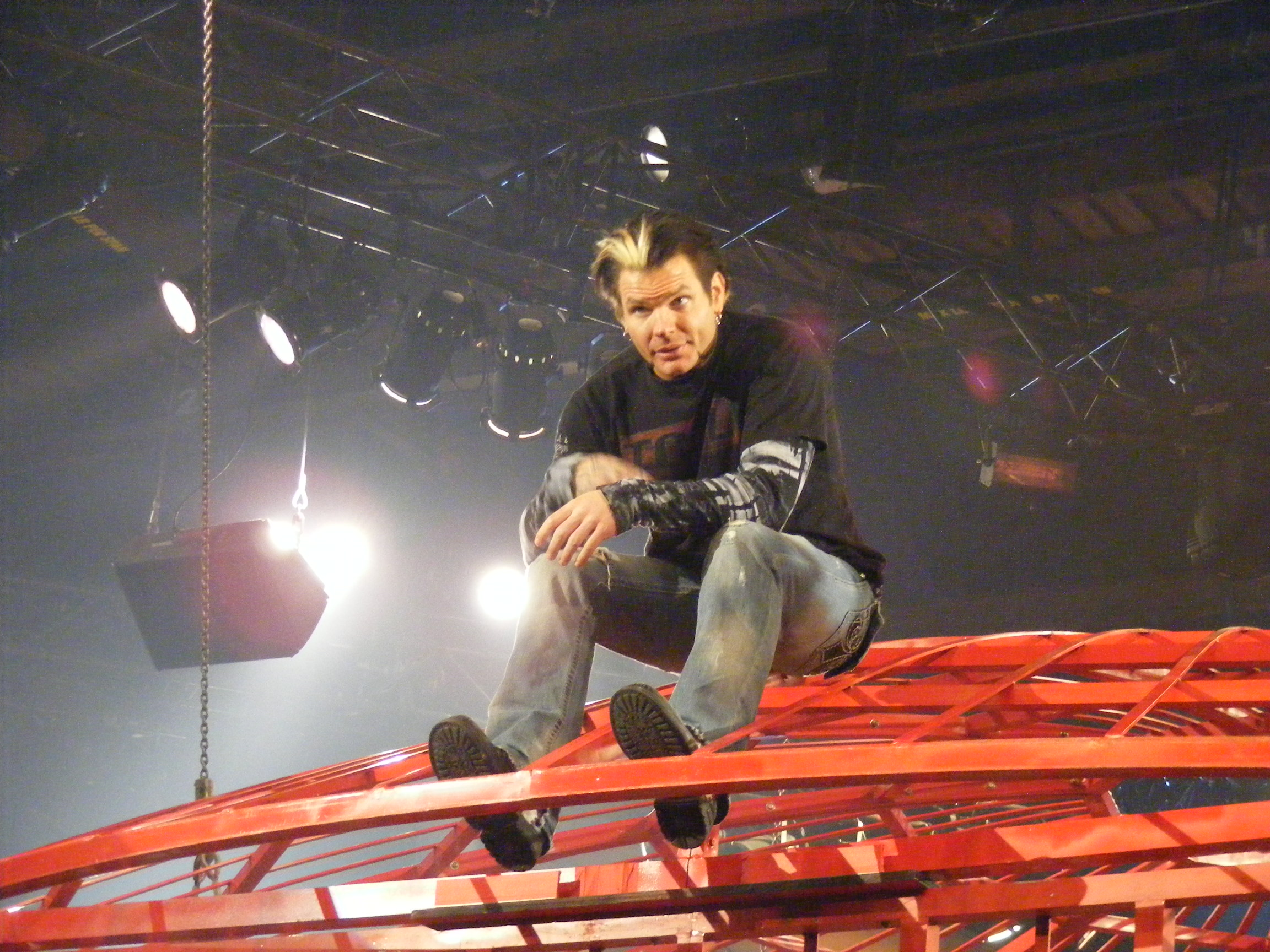
Hardy durante su regreso a TNA en el show Impact! el 4 de enero de 2010.

Después de estar seis meses inactivo de la lucha libre, Hardy apareció en el TNA iMPACT! el 4 de enero de 2010, atacando a Homicide después de un Steel Asylum match. Al día siguiente se anunció que Hardy había firmado un contrato a corto plazo con la TNA. Tras esto, regresó el 8 de marzo, atacando a Desmond Wolfe y a A.J. Styles. Luego, en Lockdown, el Team Hogan (Abyss, Jeff Jarrett, Rob Van Dam & Hardy) derrotó al Team Flair (Sting, Desmond Wolfe, James Storm & Robert Roode). Tras esto, empezó un feudo con Mr. Anderson después de que este atacara a su amigo D'Angelo Dinero, derrotándole en Sacrifice. Sin embargo, Anderson cambió a face tras su combate, empezando ambos a hacer un equipo conocido como Enigmatic Assholes y comenzaron un feudo con Beer Money, Inc., a quienes derrotaron en Slammiversary VIII. El 14 de junio se reveló que él era uno de los tres luchadores más altos en el TNA Ranking System junto a Mr. Anderson y Abyss, por lo que esa misma noche se hizo una lucha entre los tres para determinar el primer contendiente al Campeonato Mundial Peso Pesado de la TNA de Rob Van Dam, sin embargo, la lucha acabó con cuenta fuera para los tres, por lo que Hulk Hogan determinó que los tres lucharían por el título. Durante las semanas previas al evento, comenzó a tener desconfianza de Mr. Anderson, debido a que le pegó con una silla de acero. En Victory Road luchó contra Mr Anderson, Abyss y Rob Van Dam por el Campeonato Mundial Peso Pesado de la TNA, pero no logró ganar, siendo Rob Van Dam el ganador. Después de derrotar a Shannon Moore el 12 de agosto en The Whole F*n Show, pasó a formar parte de un torneo para definir al nuevo Campeón Mundial Peso Pesado de la TNA debido a una lesión de Van Dam, derrotando el 19 de agosto a Rob Terry. Sin embargo, en No Surrender, luchó contra Kurt Angle en una lucha que terminó en empate después de rebasar el límite de tiempo y 2 prórrogas de 5 minutos más, por lo que quedaron en empate. Al día siguiente, en Impact!, ambos se volvieron a enfrentar por luchar en la final, pero la lucha acabó en doble pinfall, por lo que ambos pasaron a la final del torneo. En Bound for Glory, Jeff Hardy ganó el Campeonato Mundial de Peso Pesado de TNA, derrotando a Angle y a Anderson tras golpearles con una muleta, revelándose como un miembro de They y cambiando a Heel  junto a Eric Bischoff, Hulk Hogan, Jeff Jarrett y Abyss.

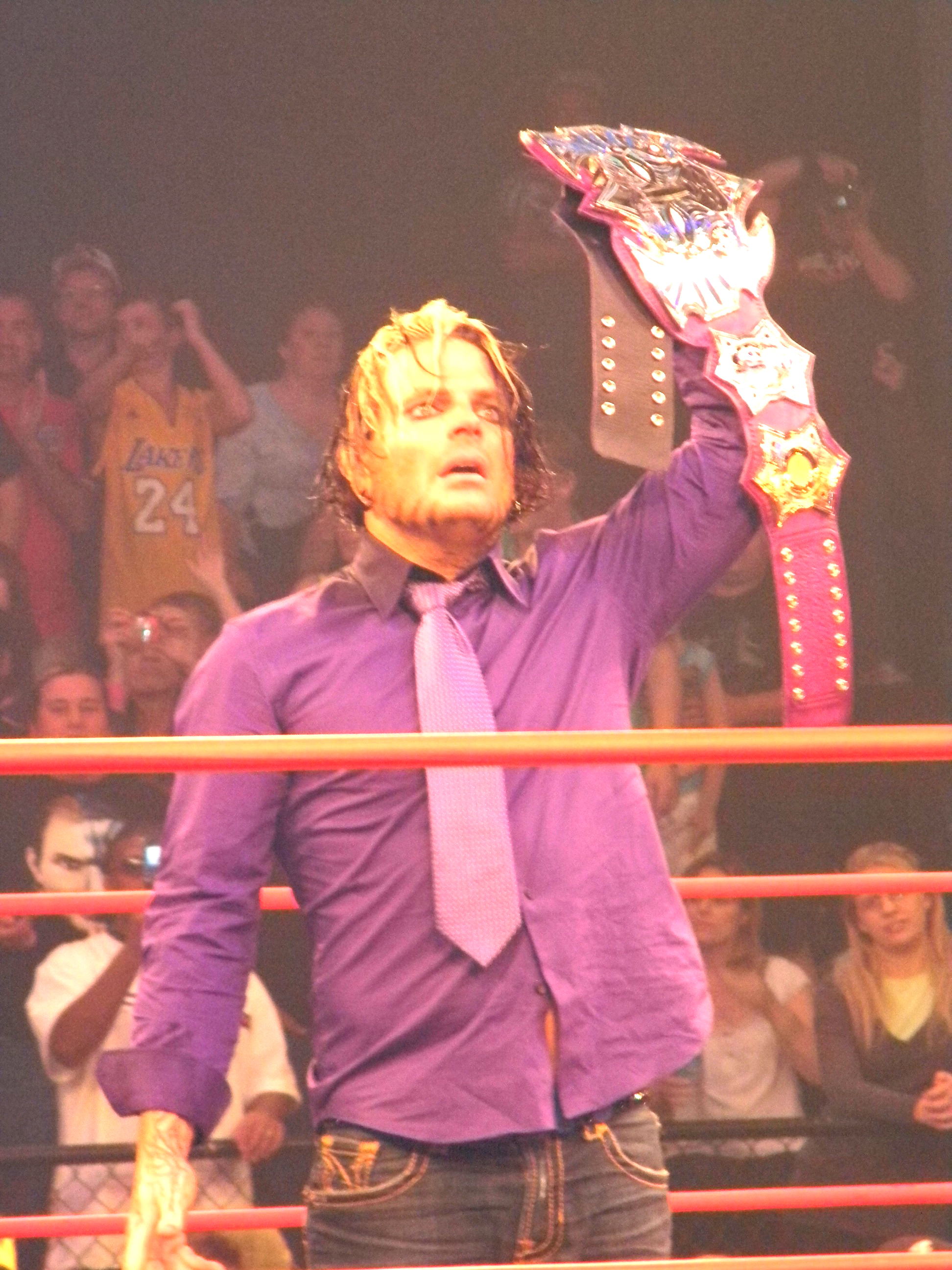
Hardy como Campeón Mundial peso Pesado de TNA en noviembre de 2010.

They posteriormente se renombraría como Immortal, periodo durante el cual empezó a tener un gimmick satánico apodándose a sí mismo como "The Anti-Christ of Professional Wrestling". Inmediatamente comenzó un feudo con Mr. Anderson, pero durante la edición de Impact! del 21 de octubre, Hardy le atacó con una silla, causándole una contusión legítima. Ante esto, inició un feudo con Matt Morgan, a quien derrotó en Turning Point para retener el Campeonato Mundial Peso Pesado de TNA. La semana siguiente Hardy presentó una nueva versión del título, siendo conocido como el Immortal Championship. Ese mismo día, se vio que, durante la lucha, Morgan realizó un pinfall legítimo, pero el árbitro lo detuvo debido a que Hardy sólo levantó una pierna y no la espalda. Ante esto, se pactó una revancha con Mr. Anderson como árbitro. A pesar de eso, Hardy retuvo el título en Final Resolution frente a Morgan.
Como parte del trato de TNA con la empresa japonesa New Japan Pro Wrestling (NJPW) Hardy participó el 4 de enero en el evento Wrestle Kingdom V, defendiendo con éxito el Campeonato Mundial Peso Pesado ante Tetsuya Naito, no obstante, la lucha estuvo marcada por la polémica ya que Jeff Hardy luchó bajo los efectos de sustancias provocando críticas entre los fanáticos ante el enorme fiasco. Sin embargo, en Genesis perdió el título ante Mr. Anderson. Tuvo su revancha en el Impact del 3 de febrero. Sin embargo, durante el combate Fortune traicionó a Inmortal, aplicándole A.J. Styles un «Styles Clash» a Hardy, haciéndole perder el combate. En Against All Odds, Hardy derrotó a Mr. Anderson en un Ladder Match, ganando de nuevo el Campeonato Mundial Peso Pesado de la TNA. Sin embargo, el 24 de febrero (emitido el 3 de marzo) lo perdió ante Sting. Tuvo su revancha en Victory Road, pero en su entrada Hardy se mostraba evidentemente intoxicado, luchó en un No Disqualification Match, mismo que fue improvisado por Eric Bischoff al momento, y fue derrotado tras un «Scorpion Death Drop» en poco más de un minuto. Debido a su estado en el evento Victory Road, Hardy fue sacado indefinidamente de la programación de TNA.

#### Campeón Mundial de Peso Pesado de TNA (2010-2011)
Después de meses inactivo, hizo su regreso a la TNA como face el 8 de septiembre, hablando sobre sus errores cometidos en el pasado y comentando que quería ser una persona nueva. Las semanas posteriores se disculpó con varias personas, como Devon o Al Snow, pero empezó un feudo con Jeff Jarrett, quien recriminó su actitud. Debido a aquello, ambos se atacaron en Bound for Glory debiendo ser separados por árbitros y miembros de seguridad. En Turning Point, Hardy derrotó tres veces seguidas a Jarrett. Como revancha, se volvieron a enfrentar en Final Resolution en un Steel Cage Match, donde ambos apostaron su estancia en TNA. Después de ganar Hardy, Jarrett fue despedido de la empresa en consecuencia.
Hardy obtuvo una oportunidad por el Campeonato Mundial Peso Pesado en Genesis ante Bobby Roode. En el evento, Hardy ganó por descalificación cuando Roode atacó al árbitro, por lo que no consiguió el título. Sin embargo, Hardy recibió otra oportunidad al Campeonato Mundial Peso Pesado en el evento Against All Odds, enfrentándose a Roode, James Storm y Bully Ray con Sting como Special Enforcer, sin embargo fue derrotado luego que Sting accidentalmente lo golpeara con el campeonato, reteniendo nuevamente Roode. En la siguiente edición de Impact Wrestling, Hardy enfrentó nuevamente a Roode por el Campeonato Mundial Peso Pesado en un No Disqualification Match, lucha la cual perdió debido a la intervención de Kurt Angle, comenzando ambos un feudo. En el evento Victory Road, Hardy enfrentó a Angle, siendo derrotado. Sin embargo, Hardy derrotó a Angle en Lockdown en un Steel Cage Match, acabando el feudo.
En la siguiente edición de Impact Wrestling, Hardy y Mr. Anderson fueron derrotados por Rob Van Dam en un combate para elegir al nuevo retador al Campeonato Mundial. Durante el primer "Open Fight Night" la semana siguiente, Hardy hizo equipo con Anderson para enfrentarse a Magnus & Samoa Joe por el Campeonato Mundial en Parejas de la TNA, pero perdieron. Esto les llevó a un combate en Sacrifice, donde fue derrotado por Anderson con polémica, debido a que Hardy rompió el pinfall a la tercera palmada del árbitro. La semana siguiente, volvieron a enfrentarse para obtener una oportunidad al Campeonato Mundial Peso Pesado, ganando Hardy con la misma polémica. Debido a esto, en Slammiversary, Hardy se enfrentó a Mr. Anderson y Rob Van Dam en una lucha por una oportunidad al Campeonato Mundial Peso Pesado de TNA, combate que Anderson ganó.

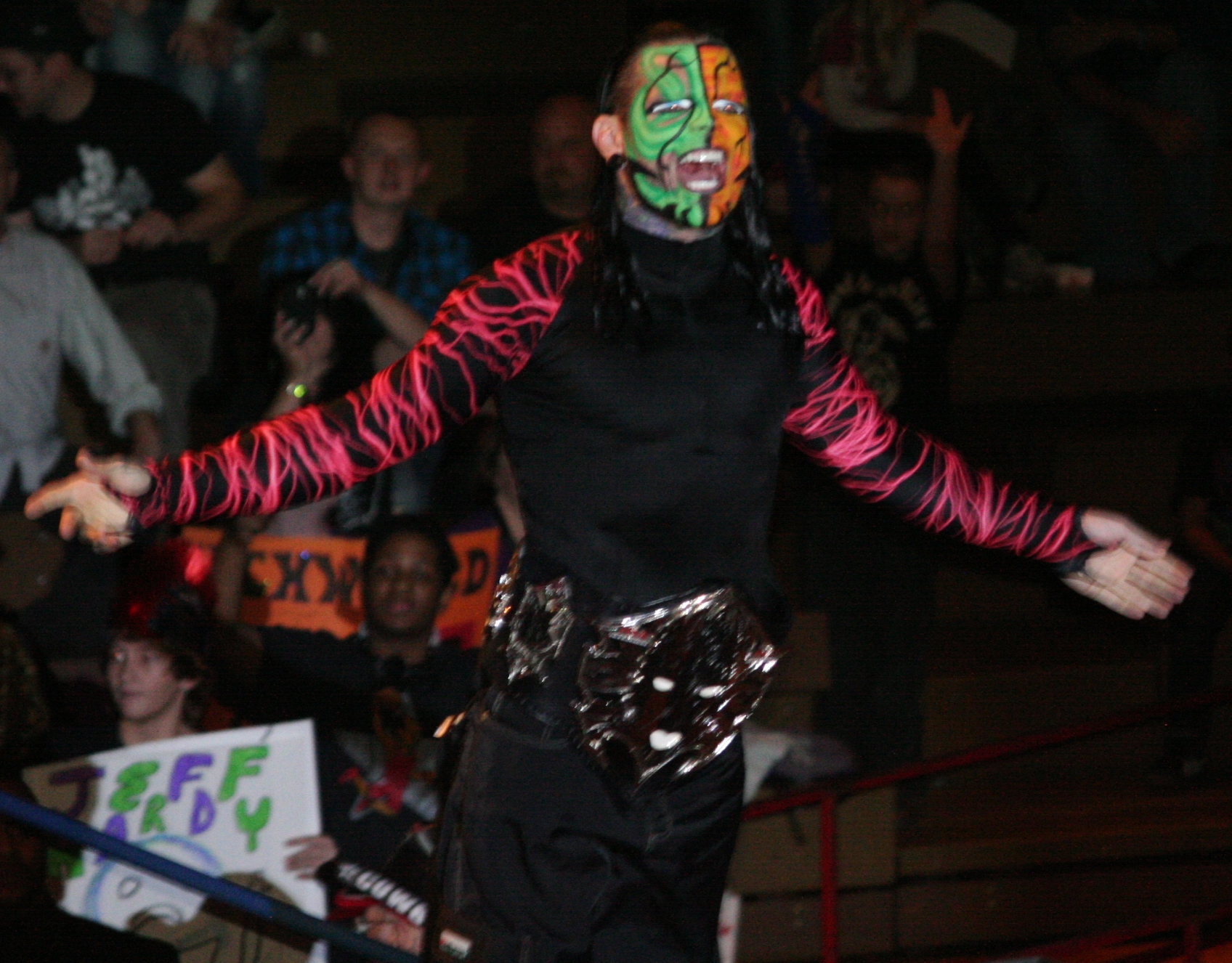
Hardy con su campeonato personalizado en 2012.

En el siguiente Impact Wrestling, fue introducido como parte del Bound for Glory Series perdiendo en un Gauntlet Match en el cual James Storm ganó siendo Hardy el primer eliminado. En Hardcore Justice se enfrentó a Bully Ray, James Storm y Robbie E en un combate por 20 puntos del BFG Series. Sin embargo, debido a una distracción de Aces & Eights, fue derrotado por Ray. Hardy logró ser parte de los cuatro finalistas del BFG Series y finalmente en No Surrender se convirtió en el ganador de dicha serie tras derrotar a Samoa Joe en semifinal y Bully Ray en la final respectivamenete, obteniendo una lucha por el Campeonato Mundial en Bound for Glory. Tras ganar el BFG Series, comenzó un feudo con el campeón Mundial, Austin Aries a quién derrotó en Bound for Glory ganado el Campeonato Mundial de Peso Pesado de TNA. En Turning Point retuvo el título contra Aries tras derrotarlo en un Ladder Match. En Final Resolution retuvo el título contra Bobby Roode, pero tras la lucha los dos fueron atacados por Aces & Eights. Tras revelarse que Aries le pagó a Aces & Eights para interferir en la lucha, Hardy propuso una lucha contra Aries por el título, logrando retenerlo el 20 de diciembre en Impact Westling.
El 13 de enero en Genesis derrotó a Bobby Roode y Austin Aries reteniendo el Campeonato Mundial de Peso Pesado de TNA. Dos semanas después derrotó a Christopher Daniels, reteniendo de nuevo el campeonato. Sin embargo, tras el combate fue atacado por Aces & Eights, quien le lesionaron (kayfabe). Esta lesión se llevó a cabo porque el mes siguiente, la TNA iba a dar una gira en Reino Unido y Hardy no podía entrar al país. Cuando acabó la gira, nombraron a Bully Ray como retador al título en Lockdown, donde Hardy perdió el campeonato en un Steel Cage Match, luego de que Ray lo golpeara con un martillo y se diera a conocer como el presidente de Aces & Eights. El 21 de marzo en Impact Wrestling derrotó a Kurt Angle, Samoa Joe y Magnus convirtiéndose en el retador al campeonato mundial. La semana siguiente, tras derrotar al miembro de Aces & Eights Mr. Anderson, anunció que la estipulación de su combate sería en un Full Metal Mayhem Match. La semana siguiente, tuvo su combate por el título. Sin embargo, fue derrotado cuando Ray le golpeó en la cabeza con un martillo, perdiendo el combate y causándole una lesión (kayfabe).
En Slammiversary XI, Hardy hizo su regreso haciendo equipo con Samoa Joe y Magnus, derrotando a Aces & Eights (Mr. Anderson, Garett Bischoff y Wes Brisco). La semana siguiente en Impact Wrestling obtuvo una revancha contra Bully Ray en un Ladder Match aunque no por el título, sin embargo durante la lucha Bully Ray escapó. En Bound for Glory participó en un Ultimate X Match por el Campeonato de la División X contra el campeón Manik, Chris Sabin, Samoa Joe y Austin Aries. Sin embargo, Sabin fue el ganador.

#### Willow (2013-2014)
En noviembre, Hardy participó en un torneo para determinar al nuevo Campeón Mundial de Peso Pesado, derrotando a Chris Sabin y Bobby Roode en las primeras rondas, llegando a la final y estuvo cerca de ganar su cuarto Campeonato Mundial de Peso Pesado de la TNA, pero fue derrotado por Magnus debido a la interferencia de Dixie Carter, Ethan Carter III y Rockstar Spud. La semana siguiente en Impact, Jeff Hardy se unió a Sting para hacer frente a The BroMans, Ethan Carter III y Rockstar Spud. Hardy entonces abandonó la empresa debido a la disputa con la gerencia (kayfabe).

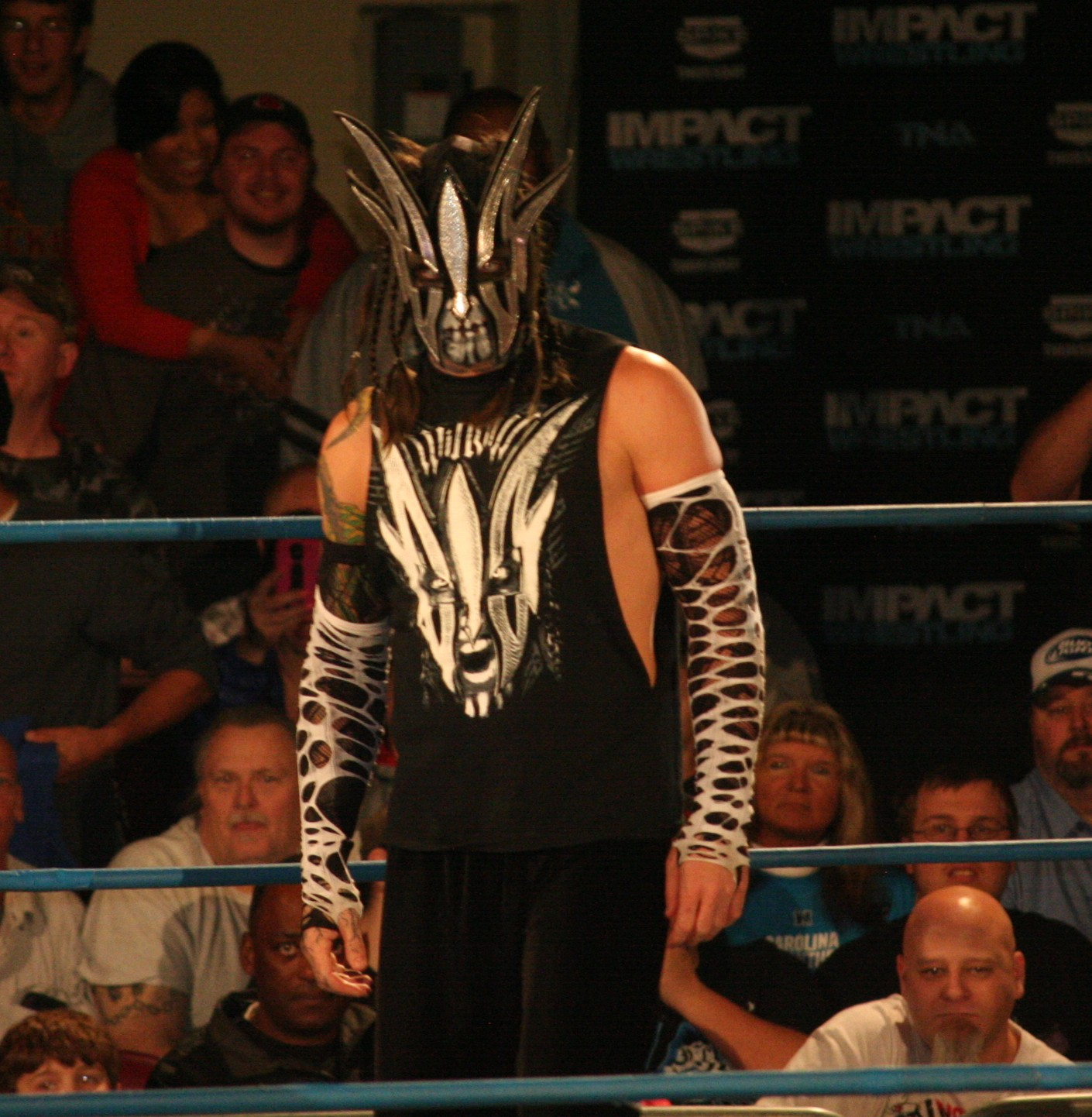
Hardy como Willow, en 2014.

El 11 de febrero, el inversionista de la TNA MVP hizo una llamada telefónica a Jeff Hardy y anunció que Hardy volvería en el pago por visión Lockdown. A mediados de febrero de 2014 extrañas viñetas comenzaron a transmitirse anunciando el retorno de Hardy a la TNA bajo su personaje de OMEGA, Willow. Hizo su regreso a TNA en Lockdown, en el Lethal Lockdwon Match como parte del Team MVP. Luego apareció en el siguiente episodio de Impact Wrestling, enfrentando a Rockstar Spud. En las semanas siguientes, él continuaría su feudo con Spud y Ethan Carter III, dando lugar a una lucha de equipo entre ellos (con Kurt Angle como compañero de Willow) en Sacrifice el 27 de abril. Willow y Angle pasarían a ganar esa lucha. El 8 de mayo, la lucha de Willow contra Magnus terminó en descalificación cuando Bram interfirió y esposó a Willow a la cuerda inferior y comenzó a golpearlo con el tensor de metal del esquinero. El 15 de mayo, Willow derrotó a Magnus y a Bram en un 2-on-1 Handicap Match. En la edición del 22 de mayo de Impact, Willow derrotó a Magnus en un Falls Count Anywhere Match. En la edición del 5 de junio de Impact, Willow ganó su lucha contra Bram por descalificación cuando Magnus llegó al ring y lo atacó con una barra de acero.

#### Tercera reunión de los Hardys (2014-2016)
En la edición del 10 de julio de Impact Wrestling, el director de Operaciones Kurt Angle le pidió a Willow regresar a ser Jeff Hardy para un 20-Man Over The Top Rope Battle Royal más tarde esa noche. Hardy compitió en la lucha como él mismo y ganó, ganando una lucha contra Lashley por el Campeonato Mundial Peso Pesado de la TNA la semana siguiente, que Hardy perdió. El 24 de julio en Impact Wrestling, Hardy dijo a la audiencia que no habían visto lo último de Willow y luego trajo a su hermano Matt Hardy para formar de vuelta a The Hardys. The Wolves se unieron a ellos en el ring y les desafiaron a una lucha por los Campeonatos Mundiales en Parejas de la TNA en Impact Wrestling: Destination X, que The Hardys aceptaron. En Impact Wrestling: Destination X, The Hardys perdieron contra The Wolves, pero se dieron la mano tras la lucha.
En el siguiente Impact Wrestling, se inició un feudo por el Campeonato Mundial en Parejas de The Wolves en el cual formaron parte The Hardys y los nuevos miembros del Salón de la Fama de TNA, Team 3D. Por su parte, The Wolves querían demostrar que merecían el campeonato y podían competir con dos de los más importantes equipos en parejas de la lucha libre. El feudo consistiría en el mejor de tres combates siendo el ganador del primero el que estipulase la modalidad del siguiente y así sucesivamente. El primero, lo ganó Team 3D estipulando un Tables Match. El segundo combate lo ganaron The Hardys eligiendo un Ladder Match para el siguiente. El tercero lo ganaron The Wolves dando final a la ronda de tres combates. En el siguiente episodio los tres equipos deciden resolver la disputa mediante un combate final en un Full Metal Mayhem. El combate se celebró en el Impact Wrestling emitido el 8 de octubre, donde The Wolves retuvieron los títulos.
El 15 de octubre, el director de Operaciones Kurt Angle anunció que Hardy participaría en un combate frente a Bobby Roode, Austin Aries y Eric Young del cual surgirá el retador al Campeonato Mundial Peso Pesado de la TNA. Sin embargo, el combate fue ganado por Roode.
En el siguiente Impact Wrestling emitido el 22 de octubre, The Hardys entraron a participar en un torneo por un combate por los Campeonatos Mundiales en Parejas de la TNA. En su primer combate en este torneo, Jeff y Matt vencieron a The BroMans (Jessie Godderz & DJ Z), pasando a la siguiente ronda. El 29 de octubre, The Hardys vencieron a Ethan Carter III & Tyrus, ganándose el acceso al combate final frente a Samoa Joe y Low Ki.
El 17 de abril los Hardys se convirtieron en los campeones mundiales en parejas de TNA. Tras ganar un combate en el ultimate X.El 8 de mayo su hermano Matt dejó vacante el título luego que Jeff se fracturará la pierna haciendo Motocross.
El 23 de septiembre Hardy empieza a trabajar como "sirviente" de Ethan Carter III. ECIII se enfrenta a Rockstar Spud. ECIII gana el combate y una vez terminado el combate, Tyrus ataca a Rockstar Spud. Carter quiere que Jeff le aplique el Twist of Fate. Jeff se niega. Matt Hardy aparece y aplica un golpe bajo a Tyrus. Jeff se marcha. Carter está furioso y dice que esa misma noche despedirá a Jeff. Más tarde Ethan Carter III se encuentra en el ring junto a Tyrus y ordena la salida de Jeff Hardy. Carter le dice que si quiere conservar su trabajo deberá ponerse de rodillas e implorar. Hardy no lo hará y le dice a Carter que se puede meter el trabajo por donde le quepa. Carter despide a Hardy en el acto (kayfabe) y Hardy se marcha.
A la semana siguiente, el 30 de septiembre su hermano Matt se clasifica para luchar por el título que posee ECIII convirtiendo el combate en un Triple Threat. Después del combate, mientras Ethan abandona el escenario, Dixie Carter hace su aparición y dice que ese combate tendrá un árbitro especial, Jeff Hardy, este hace su aparición cerrando así el show.

#### Brother Nero (2016-2017)

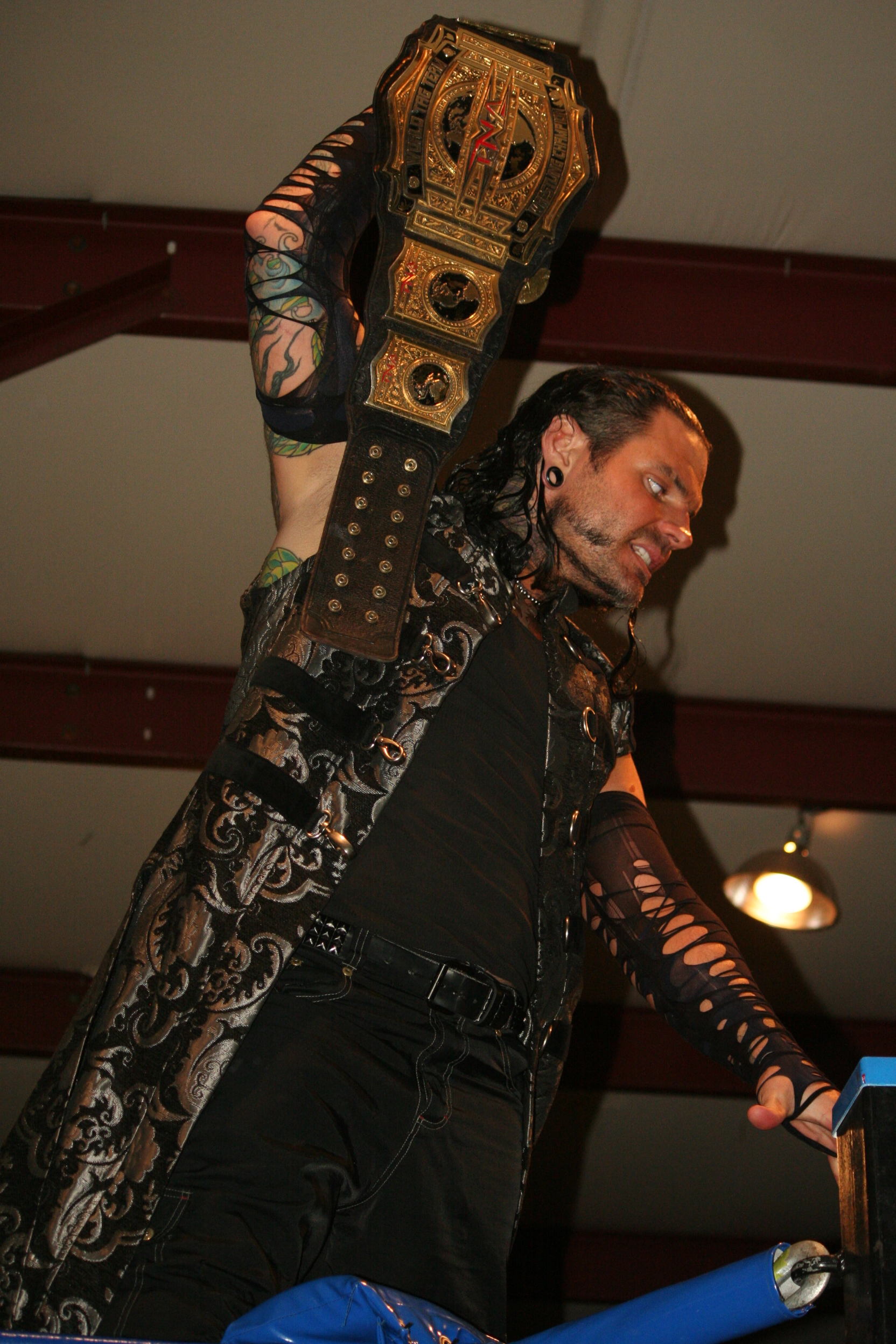
Hardy como Brother Nero sosteniendo el Campeonato Mundial en Parejas de TNA en 2017.

Volvería a TNA en 2016 después de una lesión en su pierna tras un accidente en su motocicleta teniendo que abandonar los campeonatos en parejas que había ganado con su hermano Matt Hardy, confrontando al mismo por haber ganado de forma sucia el campeonato mundial pesado de TNA, pactando una lucha entre ellos esa noche. Sin embargo, fue atacado por Eric Young, con el que empezaría un feudo. Antes de derrotar a Eric Young en una pelea en una jaula, se enfrentó al campeón mundial de TNA Drew Galloway, siendo derrotado por este. Después de derrotar a Eric Young, derrotaría a su hermano Matt Hardy en un last man standing match, el feudo se fue intensificando y llegó a tal punto que en la edición de IMPACT Wrestling del 17 de mayo, Matt apareciera como un falso Willow y se presentó como un nuevo gimmick bajo el nombre de "Broken Matt Hardy" atacado a Jeff y llamándole en repetidas ocasiones "Brother Nero" después se volverían a enfrentar en Slammiversary (2016) en una pelea Full Metal Mayhem y en la siguiente edición de Impact Wrestling en las cuales Jeff resultaría ganador. Después, Matt reto a Jeff a una pelea final que se realizaría en su casa, el perdedor se vería obligado a dejar de usar el apellido Hardy, la pelea se vio en la edición de IMPACT Wrestling del 5 de julio y sería nombrada como "The Final Deletion" en donde "Broken" Matt Hardy resultó ganador ante Jeff Hardy dejando caer el apellido Hardy. Esta contienda fue realizada a campo abierto, con un ring improvisado, sillas, mesas e incluso fuegos artificiales. Como consecuencia, Jeff tuvo que dejar de usar su nombre y emplear el que su hermano le puso: Brother Nero.
El 11 de agosto en Impact Wrestling, Su hermano Matt lo obligó a enfrentarse a The Tribunal. Tras esto, Jeff comenzó a tener un comportamiento fuera de lo normal atacando a The Tribunal y lanzándose sobre Al Snow a quien había puesto en una mesa, después se subió a la esquina y hace un Swanton Bomb sobre una mesa vacía y comenzó a reírse a carcajadas junto a su hermano, llamándose a sí mismo Brother Nero, cambiando a tweener. Tras esto, el 17 de agosto en Impact Wrestling, Jeff y Matt son convocados a pelear en una Ladder match de 4 equipos, peleando bajo el nombre de The Broken Hardys cambiando su atuendo, su tema (que le puso su hermano Matt titulado "Obsolete") y su gimick. Esa noche, ganaron un contrato por los Campeonatos en Pareja de TNA. En Bound for Glory ganarían los Campeonatos en Pareja de TNA ante Decay y en la siguiente edición de IMPACT los retuvieron frente a los mismos, luego de una serie de enfrentamientos con diferentes equipos su hermano Matt, anunció que junto a Brother Nero iniciarían una "Expedición de oro" explicando que irían a diferentes lugares del mundo a ganar todos los campeonatos mundiales en parejas y así fue, en las posteriores ediciones de Impact Wrestling el y Matt lograron conquistar los títulos de diferentes empresas independientes semana a semana, dichas peleas eran grabadas.
El 28 de febrero de 2017 su contrato con TNA expiró y ya no se renovó por lo que Jeff Jarret que para entonces había vuelto a la empresa, en un tuit confirmaba su salida de la misma.

### Regreso a ROH (2017)
El 4 de marzo de 2017, Hardy regreso a Ring of Honor en el evento Manhattan Mayhem VI, donde hizo equipo con su hermano para derrotar a The Young Bucks, ganando los Campeonatos Mundiales en Parejas de ROH. Tiempo después perderían los títulos, regresando a manos de The Young Bucks después de ser derrotados en un combate de escaleras el 1 de abril en Supercard of Honor XI, a lo que después del combate, Jeff se quedó en el ring y dijo: «Nos desvaneceremos y nos catalogaremos como obsoletos», rindiendo homenaje a sus personajes «Broken». También se anunció después de la lucha que los contratos de Matt y Jeff Hardy habían expirado.

### Segundo regreso a WWE

#### Regreso de los Hardy Boyz (2017-2018)

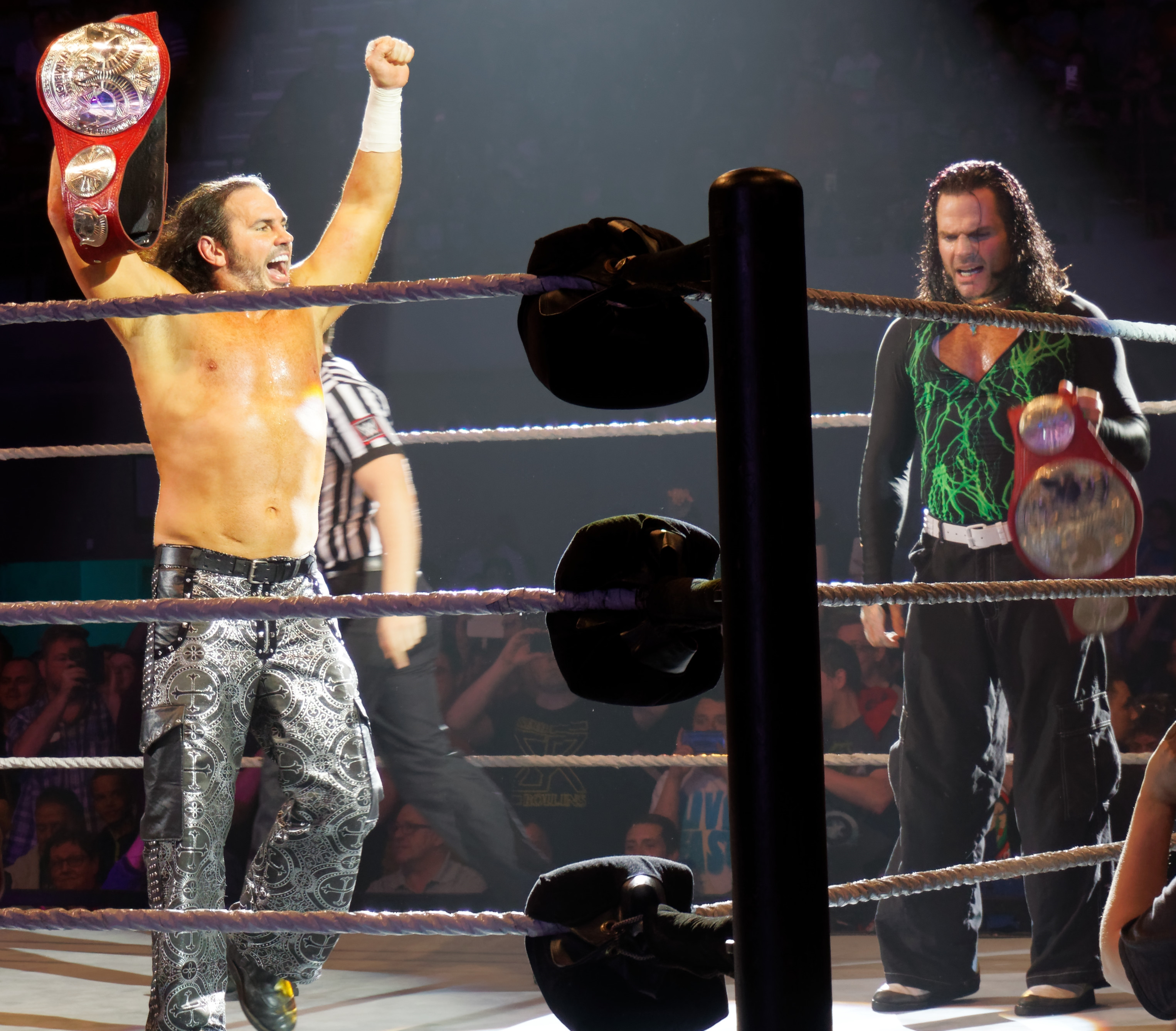
The Hardy Boyz como Campeones en Parejas de Raw en mayo de 2017.

El 2 de abril en WrestleMania 33, Jeff hizo su sorpresivo regreso a la WWE junto con su hermano Matt Hardy, siendo añadidos de última hora en el Tag Team Triple Threat Ladder Match por los Campeonatos en Parejas de Raw entre Luke Gallows & Karl Anderson, Sheamus & Cesaro y Enzo Amore & Big Cass. En ese combate, The Hardy Boyz se llevaron la victoria y los títulos, marcando así su séptimo reinado como campeones en parejas dentro de la WWE y la primera victoria de Jeff en un WrestleMania. La noche siguiente en Raw, The Hardy Boyz defendieron exitosamente los títulos contra Gallows & Anderson. En Payback, The Hardy Boyz retuvieron los campeonatos ante Sheamus & Cesaro, pero después de la lucha fueron atacados por ellos. La noche siguiente en Raw, los ahora villanos Sheamus y Cesaro explicaron la razón por la que atacaron a The Hardy Boyz, diciendo que los fanáticos eran más favorables a los "actos de novedad" del pasado como The Hardy Boyz, quienes según ellos no merecían haber luchado en WrestleMania 33. El 4 de junio en Extreme Rules, The Hardy Boyz perdieron los títulos ante Sheamus & Cesaro en un Tag Team Steel Cage Match, y no lograron recuperarlos en su lucha de revancha en el evento inaugural Great Balls of Fire al ser derrotados por Sheamus & Cesaro en un Tag Team 2-out-of-3 Falls Match. El 20 de agosto en el Pre-Show de SummerSlam, The Hardy Boyz junto con Jason Jordan fueron derrotados por The Miz & The Miztourage (Bo Dallas & Curtis Axel).
En el episodio del 28 de agosto de Raw, Hardy ganó un 15-Man Battle Royal Match tras eliminar a Jason Jordan para convertirse en el contendiente #1 por el Campeonato Intercontinental de la WWE de The Miz. Sin embargo, Hardy no tuvo éxito en su lucha titular la siguiente semana en Raw. En septiembre, Hardy sufrió una lesión en uno de sus hombros y se informó que dicha lesión lo mantendría fuera de los cuadriláteros de cuatro a seis meses.
Hardy hizo una aparición especial en un segmento grabado para el episodio del 19 de marzo de Raw, durante el combate llamado Ultimate Deletion entre Matt Hardy y Bray Wyatt, lo que le permitió a su hermano Matt llevarse la victoria. Hardy también hizo una aparición en la ceremonia del Salón de la Fama de 2018.

#### Reinados como campeón (2018-2020)
Hizo su regreso en la edición de Raw del 9 de abril, donde ayudó a Seth Rollins y a Finn Bálor en un enfrentamiento contra The Miz y The Miztourage, más tarde esa misma noche después de encontrarse con su hermano Matt y Bray Wyatt, Hardy, Rollins & Bálor derrotaron al trío en un combate por equipos. La siguiente semana en Raw, Hardy ganó el Campeonato de los Estados Unidos por primera vez en su carrera tras derrotar a Jinder Mahal, quien fue traspasado a Raw al comienzo del programa debido al Superstar Shake-up. Con esta victoria titular, Hardy se convirtió en la segunda persona (después de Chris Jericho) en completar el formato Grand Slam moderno después de completar el formato original por separado.
Al día siguiente, en el episodio del 17 de abril de SmackDown Live, Hardy fue traspasado a dicha marca debido al Superstar Shake-up y se llevó consigo el Campeonato de Estados Unidos, Hardy derrotó a Shelton Benjamin en su primer combate en la marca SmackDown Live, después de responder al desafío abierto de Benjamin.
En Greatest Royal Rumble, Hardy defendió con éxito el Campeonato de Estados Unidos contra Mahal en una revancha. Después del evento, Hardy entraría en un feudo con Randy Orton, quien había ganado un combate por el título contra el campeón anterior, Jinder Mahal. En el episodio del 1 de mayo de SmackDown Live, durante un segmento de "MizTV", Orton le revelaría a Hardy que tenían un combate programado en Backlash por el Campeonato de Estados Unidos, luego de eso Hardy se asoció con Orton para vencer a The Miz y Shelton Benjamin, pero sufriría un RKO de Orton después del combate. 
En Backlash, Hardy retuvo de manera exitosa el campeonato ante Orton. En el episodio de SmackDown Live del 8 de mayo, fue derrotado por The Miz en una lucha de clasificación para Money In The Bank. El 22 de mayo en el episodio de SmackDown Live, fue derrotado por Daniel Bryan en una lucha de clasificación para enfrentarse a Samoa Joe la próxima semana por una otra oportunidad para Money In The Bank. Luego de 1 mes de ausencia, en el episodio de SmackDown Live del 12 de junio luchó contra Shinsuke Nakamura, donde Jeff ganó por descalificación luego de que Nakamura le diera un golpe bajo y después lo atacara. En el episodio de SmackDown Live del 19 de junio, le hizo una advertencia a Shinsuke regresando con el gimmick de "Brother Nero". El 26 de junio en SmackDown Live, iba a tener una lucha con Shinsuke Nakamura por el Campeonato de los Estados Unidos, pero debido a una lesión que tuvo Nakamura la semana pasada no se presentó, así que lo reemplazó Eric Young en la lucha por el campeonato donde Hardy perdió por descalificación luego de que Jey Uso atacara a Eric Young pero aun así retuvo su título, aunque luego ayudó a The Usos del ataque de SAnitY, en esa misma noche tuvo un combate con SAnitY haciendo equipo con The Usos donde Jeff y The Usos se llevaron la victoria. El 3 de julio en SmackDown Live, tuvo una lucha con The Miz por el Campeonato de los Estados Unidos donde Hardy venció a The Miz y retuvo su campeonato. El 10 de julio en SmackDown Live, vino a la ayuda de AJ Styles donde estaba haciendo atacado por Nakamura y Rusev aunque luego la gerente general de SmackDown Live Paige pacto una lucha en equipos donde Styles fue su compañero de equipo en donde Hardy y Styles perdieron la lucha siendo derrotados por Rusev y Nakamura.
En Extreme Rules, perdió el Campeonato de los Estados Unidos contra Shinsuke Nakamura luego de que este le diera un Low Blow antes de que comenzará la lucha, aunque luego Randy Orton hizo su regreso atacando a Jeff. En el episodio de SmackDown Live del 17 de julio, tuvo su revancha por el Campeonato de Estados Unidos con el campeón Shinsuke aunque luego fue atacado brutalmente por Randy ganando la lucha por descalificación pero no el título. El 31 de julio en SmackDown Live, habló sobre el ataque de Randy Orton que lo quería confrontarlo hasta que él llegó a confrontarlo pero luego fue atacado por la espalda por Shinsuke Nakamura aunque luego fue atacado de nuevo por el mismo Orton. El 14 de agosto en SmackDown Live, tuvo un combate con Shelton Benjamin donde Hardy ganó la lucha aunque luego vino Shinsuke Nakamura para atacarlo pero luego Nakamura fue atacado por Hardy.
En SummerSlam, Hardy tuvo su segunda revancha por el Campeonato de los Estados Unidos que ostentaba Shinsuke Nakamura donde Jeff perdió el combate, aunque luego iba a hacer atacado por Randy Orton pero después este se marchó luego de que Jeff fingía estar en malas condiciones en defenderse. En el episodio de SmackDown Live del 21 de agosto, tuvo una lucha con Randy Orton donde perdió la lucha por descalificación debido por un golpe bajo que le dio a Randy aunque luego después de la lucha atacó brutalmente a Orton. El 28 de agosto en SmackDown Live, Jeff habló sobre su rivalidad con Randy aunque luego vino Randy Orton a hablar lo mismo de su rivalidad con el aunque luego Orton lo estaba retando a una lucha para esa noche pero luego este se negó a luchar con el, aunque luego Hardy retó a Orton a una lucha pero no esa misma noche si no en el pay-per-view Hell In A Cell en una lucha Hell In A Cell Match. El 11 de septiembre en SmackDown Live, habló de su rivalidad con Randy Orton aunque luego esa misma noche tuvo una lucha con Shinsuke Nakamura en la que Hardy ganó por descalificación debido a una intervención de Orton aunque luego Randy estaba atacando a Jeff pero luego este se defendió y logró Hardy atacar a Orton.
En Hell in a Cell, tuvo su lucha con Randy Orton en una lucha Hell In A Cell Match donde Jeff perdió la lucha luego de caer mal desde el techo de la celda cuando iba a aplicar uno de sus movimientos aéreos quedando inconsciente, después de la lucha fue sacado en camilla. Tras esto sufrió una grave lesión que lo mantuvo fuera de los rings. Además, tuvo problemas con el alcohol que originaron detenciones y problemas para el luchador.
Posteriormente comenzó un feudo contra Samoa Joe, En el SmackDown posterior a Wrestlemania, junto a Matt Hardy derrotaron a The Usos, y ganaron los Campeonatos en Parejas de SmackDown Live!, sin embargo después del combate fueron atacados por Lars Sullivan, a causa de esto Jeff se lesionó, estando fuera 9 meses.
Regreso en el SmackDown de febrero derrotando a King Corbin.
Más tarde comenzó un feudo con Sheamus el cual se burló del pasado de Jeff haciendo referencia a sus problemas con el alcohol, mientras tanto participó en un torneo para el título intercontinental que Sami Zayn dejó vacante el cual el llegó a avanzar a la semifinal para enfrentar a AJ Styles pero en un episodio de Smackdown hubo un incidente antes del show que involucró a Elias y a Jeff que se le vio como fue arrestado , debido a esto AJ Styles se clasificó automáticamente a la final , y más tarde en el show interrumpió en el combate entre Sheamus y Daniel Bryan atacando a Sheamus después de que Sheamus perdiera , se pactó más tarde un combate en Backlash donde Jeff fue derrotado por Sheamus más tarde fue pactado una revancha entre Jeff y Sheamus en el Smackdown de la semana de después de Extreme Rules en un combate cinematográfico con la estipulación de que fue un Bar fight donde se produjo el combate en un bar en el cual Jeff ganó a pesar de la interferencia del camarero a favor de Sheamus finalizando así el feudo. Unas semanas después fue tras el Campeón Intercontinental AJ Styles, en la que después hizo su regreso Sami Zayn diciéndole a Jeff que fue un fraude y se pactó una lucha en ladder Match en Clash Of Champions en la cual Jeff no tuvo la victoria.

#### Últimos feudos (2020-2021)
En el Draft del 2020 Jeff Hardy fue traspasado de Smackdown a Raw. Tras esto tuvo una rivalidad con Elias en la que se lastimó la espalda después de un golpe con una guitarra.
En el Raw del 28 de junio, participó en un Over The Tope Rope Battle Royal para reemplazar a Randy Orton en el Last Chance Triple Threat Match clasificatorio al Men's Money In The Bank Ladder Match en Money In The Bank, sin embargo fue eliminado por Cedric Alexander.
En el Royal Rumble entró en el #5 pero fue eliminado por Dolph Ziggler a los 3 minutos. En WWE Elimination Chamber participó en el Elimination Chamber Match por el Campeonato de la WWE pero perdió ante Drew McIntyre. Hardy obtuvo una oportunidad de luchar por el United States Championship que tenía Damian Priest Aunque perdió, en Raw después del combate, Tuvo una lucha clasificatoria por el United States Championship en Extreme Rules en donde se enfrentó a Sheamus Combate el cual ganó, Ya en Extreme Rules Hardy y Sheamus perdieron el combate.
Como parte del Draft de 2021 en octubre, Hardy fue mandado a la marca SmackDown. En el evento Survivor Series, Hardy fue parte del equipo de eliminación 5 contra 5 como miembro del equipo SmackDown, siendo eliminado por Seth Rollins, el único sobreviviente del combate. 5 días después en SmackDown, participó en el Black Friday Invitational Battle Royal por una oportunidad al Campeonato Universal de la WWE de Roman Reigns, eliminando a Jinder Mahal y a Happy Corbin sin embargo fue el último eliminado por Sami Zayn. Durante un house show el 4 de diciembre, Hardy abandono un combate entre equipos. Al día siguiente, fue enviado a casa durante la gira en vivo de WWE. El 9 de diciembre, Hardy fue liberado de su contrato.

### All Elite Wrestling (2022-2024)
En una entrevista con Jared Myers en febrero de 2022, Hardy confirmó que planeaba firmar con All Elite Wrestling (AEW), donde su hermano Matt ha trabajado desde 2020, y esperaría hasta que expirará su cláusula de no competencia impuesta por WWE con una duración de 90 días, para poder ingresar a la promoción. Myers confirmó que Hardy dijo esto en una entrevista con Post Wrestling. En el episodio del 9 de marzo de Dynamite, Hardy hizo su debut en AEW, salvando a su hermano Matt de un ataque del Equipo AHFO (Andrade El Ídolo, Private Party, y The Butcher & The Blade). En el episodio del 4 de mayo de Dynamite, Hardy tuvo su primer combate individual, derrotando a Bobby Fish para clasificarse en el Torneo de la Fundación Owen Hart. En el episodio del 11 de mayo de Dynamite, Hardy avanzó a las semifinales del torneo después de derrotar a Darby Allin. En el episodio del 18 de mayo de Dynamite, Hardy sería eliminado del torneo después de perder ante Adam Cole. Después de ganar un combate por equipos en el evento Double or Nothing, en el que se asoció con su hermano para luchar contra The Young Bucks, se reveló que Jeff había sufrido una lesión «terrible» similar a una conmoción cerebral, que lo dejó «casi noqueado» según Matt.
El 14 de junio, AEW anunció que Hardy había sido suspendido indefinidamente, sin goce de sueldo, luego de ser arrestado por conducir bajo los efectos del alcohol el día anterior. Hardy estaba programado para aparecer en Triplemanía XXX el 18 de junio, donde él y Matt se enfrentarían a Dragon Lee y Dralístico en el evento principal. Tras su arresto, la empresa Lucha Libre AAA Worldwide anunció que no participaría en el evento y en su lugar sería reemplazado por un luchador sorpresa. En el evento, Matt hizo equipo con Johnny Hardy.
El 12 de abril de 2023, Jeff hizo su regreso a AEW asistiendo a su hermano Matt Hardy, Isiah Kassidy, y Hook, en un ataque realizado por los miembros de The Firm; Lee Moriarty, Ethan Page, y Big Bill.
Esta sería la última aparición de Hardy en AEW, ya que el 14 de junio se informó que su contrato había expirado, poniendo fin a su mandato en la empresa.

### Segundo regreso a TNA (2024-presente)
En Against All Odds el 14 de junio de 2024, Hardy hizo su regreso sin previo aviso a TNA para ayudar a su hermano Matt, Joe Hendry y The Nemeth Brothers (Nic y Ryan Nemeth) para luchar contra The System (Campeón Mundial de TNA Moose, Brian Myers y Eddie Edwards) después del TNA World de Matt y Moose. Partido de campeonato.

## Estilo de lucha y personaje

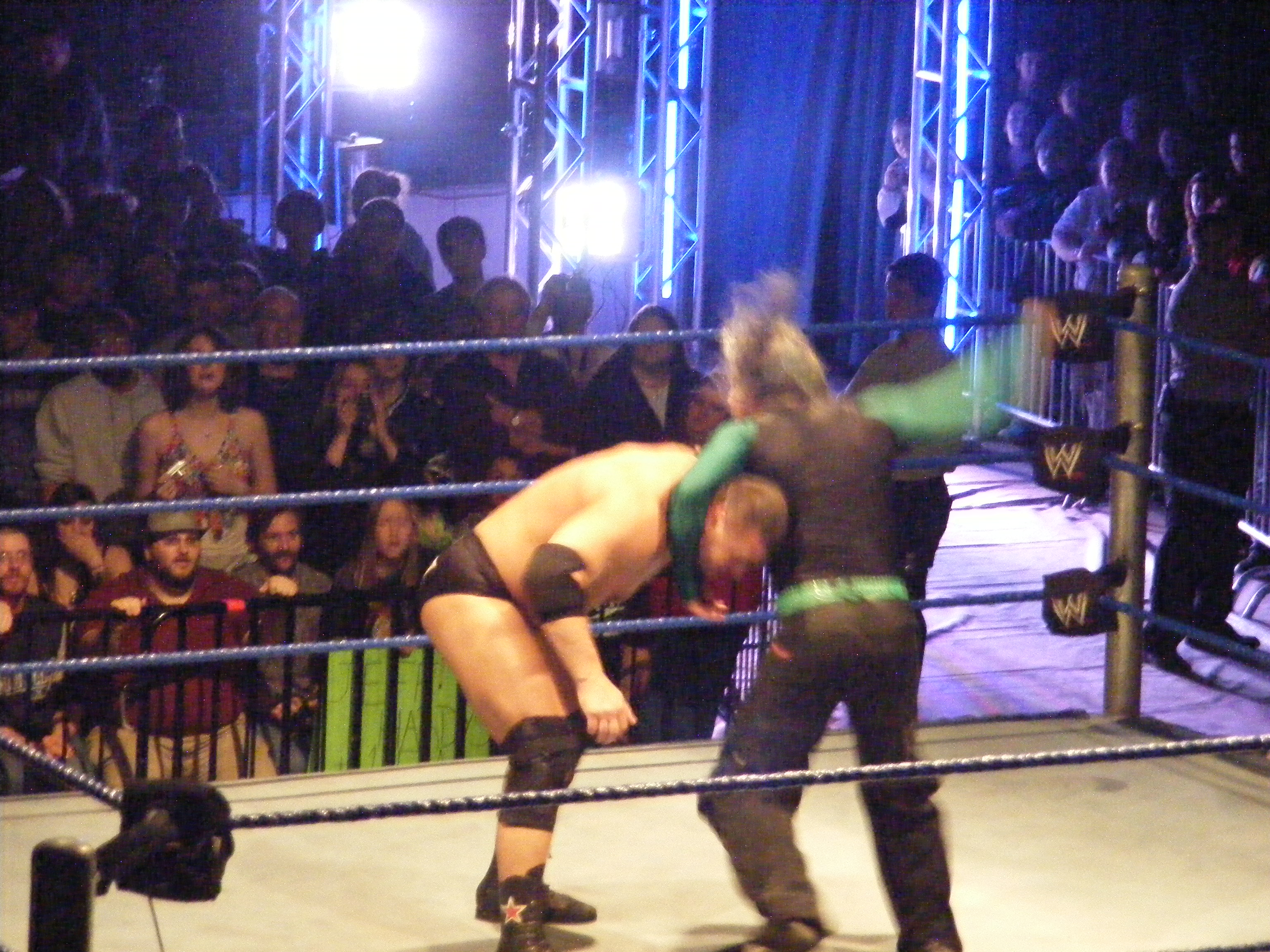
Hardy aplicando el «Twist of Fate» en 2009.

El estilo de lucha de Hardy ha sido descrito como «high-flying» (alto-vuelo) y «death-defying» (desafiante-a la muerte) con «daredevil stunts» (acrobacias temerarias). Su signature finishing move (movimiento final de firma) es el Swanton Bomb. Sin embargo, desde 2018, Hardy comenzó a utilizar el Swanton Bomb de manera menos frecuente debido a sus lesiones acumuladas en la espalda baja. Hardy también utiliza el Twist of Fate, un 3⁄4 Facelock cutter o un 3⁄4 facelock stunner. Durante su tiempo como heel (rudo) en 2010, el Twist of Fate fue rebautizado como Twist of Hate. Otros movimientos de firma que Hardy utiliza incluyen; Whisper in the Wind (un rolling senton bomb); Poetry in Motion; un sitout jawbreaker; y un double leg drop a la sección media de un oponente supino.
El personaje luchístico de Hardy refleja sus intereses artísticos. Es conocido por su pintura facial y corporal que él mismo crea antes de sus combates. Él reconoce que ver a Sting cuando era niño durante un show en Carolina del Norte lo inspiró a crear nuevos diseños con su pintura facial en cada combate, diciendo: «Sting estaba saliendo, este era un programa antiguo de la NWA [National Wrestling Alliance], y tuve la oportunidad de tocar su hombro. Y tenía su cara pintada, sus mallas verde neón puestas, y el cabello rubio, y yo estaba como, «Oh, Dios mío, quiero hacer eso. Quiero que alguien sienta lo que él me hizo sentir ahora mismo»».
Es difícil pintar en un lienzo mientras viaja debido a su trabajo como luchador, por lo que usa su pintura facial como una salida creativa. Se considera tímido e introvertido cuando no tiene la cara pintada, diciendo: «Puedo llegar a algún lugar y tener esta imagen en mi cabeza. Y como no tengo un lienzo, puedo utilizar mi cara como yo quiera para traer a la vida esa imagen... Todos estos pensamientos artísticos vienen a la mente. Como muestra de la libertad artística y del alma. Es como la expresión en su máximo apojeo. Creo que soy más sociable cuando estoy completamente pintado. Creo que me siento normal, bastante normal, mucho más normal que cuando soy tímido y no estoy pintado. Ese es Jeff Hardy, el Carismático Enigma en su mejor momento, cuando sale con la cara pintada. El lunatico de la cara pintada, hombre, eso es, por mucho, un complemento en mi libro».

## Otros medios
Hardy apareció en el episodio del 7 de febrero de 1999 de That '70s Show titulado "That Wrestling Show", junto con Matt, como un luchador no acreditado. Hardy y Matt también aparecieron en Tough Enough a principios de 2001, hablando y luchando con los concursantes. Apareció en el episodio del 25 de febrero de 2002 de Fear Factor compitiendo contra otros cinco luchadores de la World Wrestling Federation. Fue eliminado en la primera ronda. Hardy también aparece en The Hardy Show, un programa de Internet que muestra a los Hardy, Shannon Moore y muchos de sus amigos. En septiembre de 2009, Hardy firmó un acuerdo con Fox 21 Studios para aparecer en un reality show de televisión.
En 2001, Hardy, Matt y Lita aparecieron en la edición de la revista Rolling Stone del Sports Hall of Fame de 2001. En 2003, Hardy y Matt, con la ayuda de Michael Krugman, escribieron y publicaron su autobiografía The Hardy Boyz: Exist 2 Inspire.
Como parte de WWE, Hardy ha aparecido en varios de sus DVD, incluidos The Hardy Boyz: Leap of Faith (2001) y The Ladder Match (2007). También aparece en el lanzamiento de Total Nonstop Action Wrestling de Enigma: The Best of Jeff Hardy (2005) y Pro Wrestling's Ultimate Insiders: Hardy Boys - From the Backyard to the Big Time (2005). El 29 de abril de 2008, WWE lanzó "Twist of Fate: The Matt y Jeff Hardy Story". El DVD presenta imágenes de los hermanos en OMEGA y WWE, y también menciona brevemente la primera carrera de Hardy con TNA. En diciembre de 2009, WWE lanzó un DVD sobre Hardy titulado Jeff Hardy: My Life, My Rules. En 2012 Total Nonstop Action lanzó "Enigma: The Best of Jeff Hardy Volume 2", un seguimiento del lanzamiento de 2005 con un documental de 2 discos después del regreso de Hardy a TNA, su cambio a heel y el incidente de Victory Road 2011, y está acompañado por los combates hablados. En 2015, Total Nonstop Action lanzó "The Best of Jeff Hardy Volume 3: Humanomoly", presentando algunos de sus mejores combates durante su mandato de TNA, dándole a Hardy el DVD TNA más individual lanzado de cualquier otro luchador.
El 12 de octubre de 2016, Hardy luchó contra Rey Mysterio en Yakima, Washington. Esa lucha fue filmada para un largometraje titulado "Lucha Ilimitado vs The State of Washington".

### Videojuegos
El primer videojuego WWE de Hardy fue WWF WrestleMania 2000 y apareció en su sucesor, WWF No Mercy. El primer videojuego WWE de Hardy en la serie principal fue WWF Smackdown!. Hizo varias apariciones más tarde en WWF SmackDown! 2: Know Your Role, WWF Smackdown! Just Bring It y WWE SmackDown! Shut Your Mouth antes de su partida de la empresa en 2003. Más tarde regresó a la serie de videojuegos en WWE Smackdown vs. Raw 2008 y WWE Smackdown vs. Raw 2009. WWE Smackdown vs. Raw 2010 fue su último videojuego WWE antes de su partida a TNA. Tras su regreso a la WWE en 2017, fue revelado como un personaje de DLC en WWE 2K18 junto con su compañero de equipo y hermano, Matt Hardy.

## Vida personal

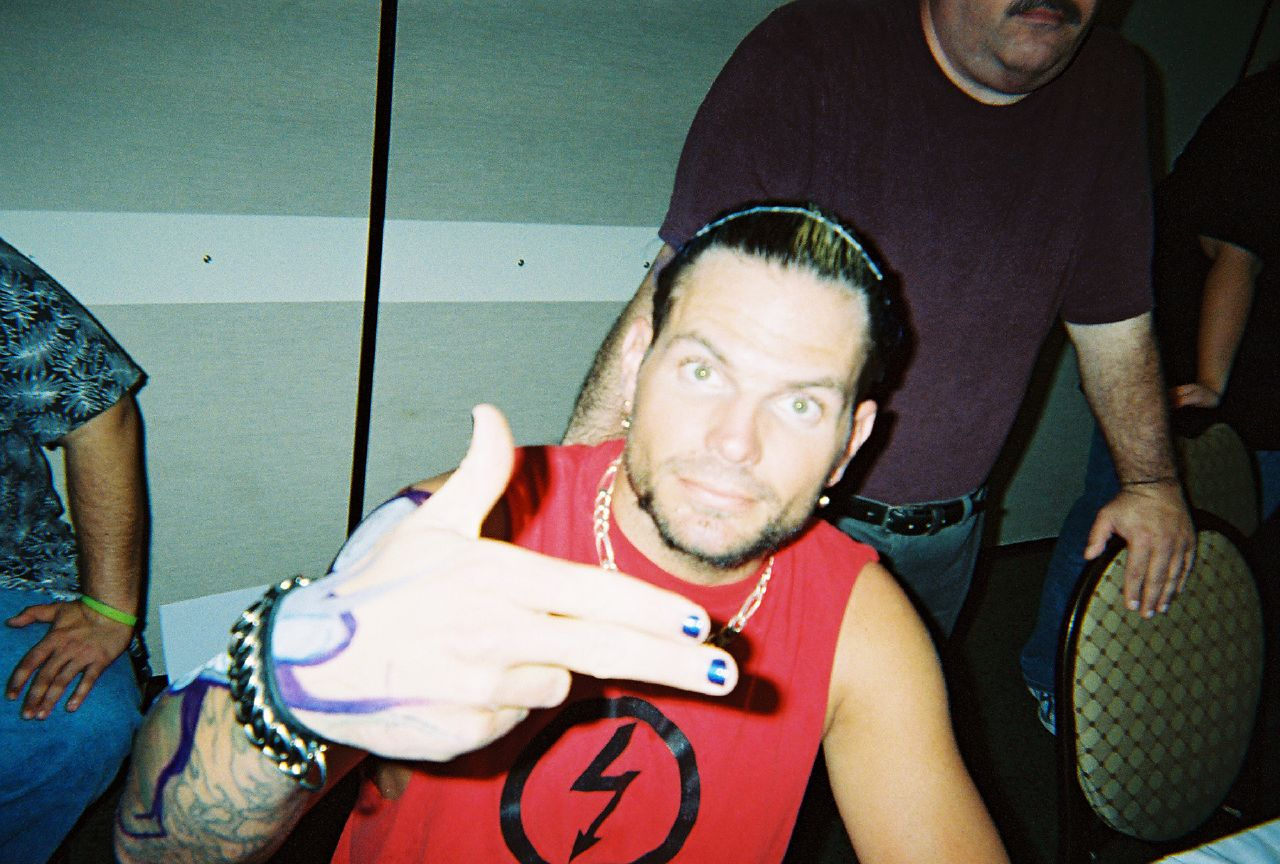
Hardy en una sesión de autógrafos.

Tiene un tatuaje que empieza en la cabeza y termina en su mano. Su primer tatuaje, el cual le ocultó a su padre, se lo hizo en 1998. También tiene tatuajes de símbolos chinos. Jeff considera que sus tatuajes son "impulsos artísticos". Además es un gran amigo de Shannon Moore, el cual le ha hecho varios tatuajes.
El 15 de marzo de 2008, la casa de Jeff fue calcinada por un incendio, durante el cual Jeff no estaba en su departamento, su perro "Jack", murió. Poco tiempo después construyó una nueva casa en la misma zona. El 17 de septiembre de 2008, estuvo involucrado en un incidente en el aeropuerto internacional de Nashville, donde un empleado del aeropuerto informó de que Jeff apareció en estado de embriaguez y debido a eso se le negó la entrada al avión. Luego el 13 de septiembre de 2009 fue arrestado en Carolina del Norte por presunto tráfico de drogas valorizado en 3 mil dólares la fianza que pagó su hermano, Matt.
El 27 de octubre de 2010 nació su primera hija con su novia Beth Britt, a la cual nombró Ruby Claire.
El 9 de marzo de 2011, Jeff Hardy se casó con su novia Beth Britt, el matrimonio fue por lo civil.
Cuatro años después, Jeff hace público el nacimiento de su segunda hija unos días después de su nacimiento a la cual nombró como Nera Quinn naciendo el día 31 de diciembre de 2015.

### Problemas legales
El 11 de septiembre de 2009, Hardy fue arrestado por cargos de tráfico de drogas en pastillas de prescripción controlada y posesión de esteroides anabólicos, después de que un registro en su casa arrojó 262 píldoras recetadas de Vicodin, 180 píldoras recetadas de Soma, 555 mililitros de esteroides anabólicos, una cantidad residual de cocaína en polvo y parafernalia de drogas. El 8 de septiembre de 2011, Hardy fue sentenciado a diez días de cárcel, 30 meses de libertad condicional y una multa de $100.000. Hardy cumplió su sentencia de cárcel del 3 al 13 de octubre de 2011.
El 13 de julio de 2019, Hardy fue arrestado en el condado de Myrtle Beach, Carolina del Sur por intoxicación pública. El 3 de octubre del mismo año, Hardy fue arrestado y acusado de conducir en estado de ebriedad en el Condado de Moore, Carolina del Norte.
El 13 de junio de 2022, Hardy fue arrestado por oficiales de la Patrulla de Carreteras de Florida en el Condado de Volusia, Florida, acusado de conducir con una licencia suspendida, violando las restricciones impuestas a su licencia que requerían que mantuviera un dispositivo de bloqueo de encendido, un alcoholímetro de mano que evita que los usuarios arranquen su vehículo después de beber alcohol — en su automóvil y delito grave de conducir en estado de ebriedad. De acuerdo a los oficiales de la patrulla de carreteras de Florida, observaron un vehículo blanco que «se desvió» y se «salió de la carretera» aproximadamente a las 12:30 p. m. hora del este. Afirmaron que una vez que lograron que Hardy se detuviera y se acercaron, parecía confundido, beligerante y olía a alcohol. El informe del arresto establece que Hardy no pudo completar ninguna parte de las pruebas de sobriedad de campo que los agentes le pidieron que hiciera, y que alcanzó un nivel de alcohol en sangre de 0,291, muy por encima del límite legal de Florida de 0,08. En un comunicado de prensa enviado el 14 de junio, el presidente de AEW, Tony Khan, anunció que Hardy fue suspendido indefinidamente sin goce de sueldo y que solo sería invitado de regreso a AEW con la condición de que completara el tratamiento de rehabilitación por alcoholismo y «mantuviera su sobriedad». Hardy presentó una declaración de nolo contendere. Como resultado, fue sentenciado a lo siguiente en febrero de 2023: una sentencia de cárcel de 38 días (que Hardy ya había cumplido), dos años de libertad condicional, $4,500 en honorarios judiciales, una suspensión de 10 años de su licencia de conducir, dos años con un dispositivo de bloqueo, una incautación de vehículo de 90 días, un programa escolar o de DUI ordenado por un tribunal, y servicio comunitario.

## Campeonatos y logros

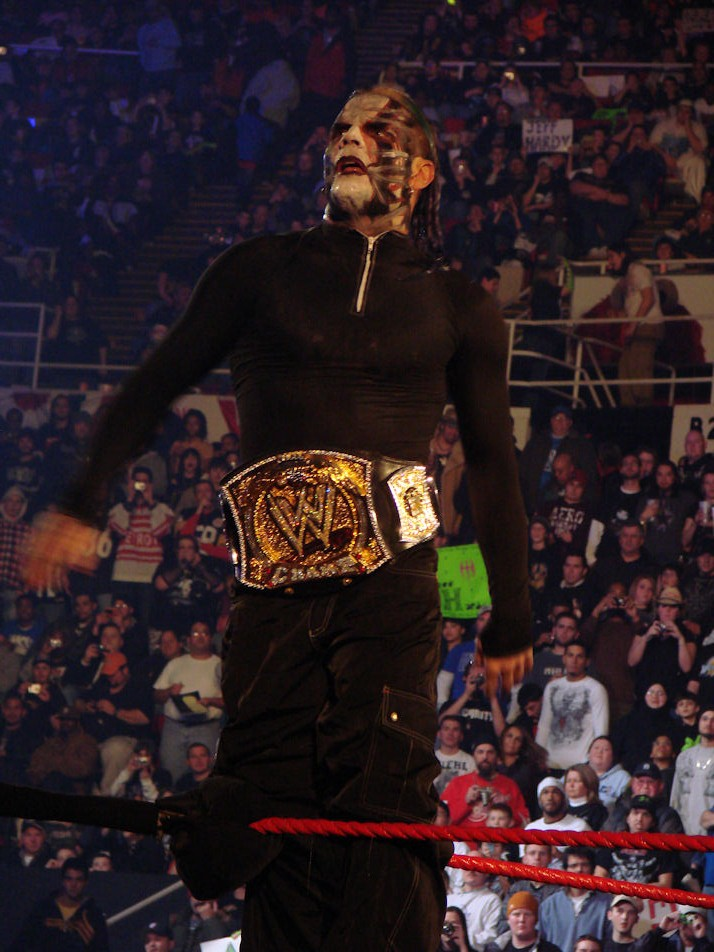
Jeff como Campeón de la WWE.

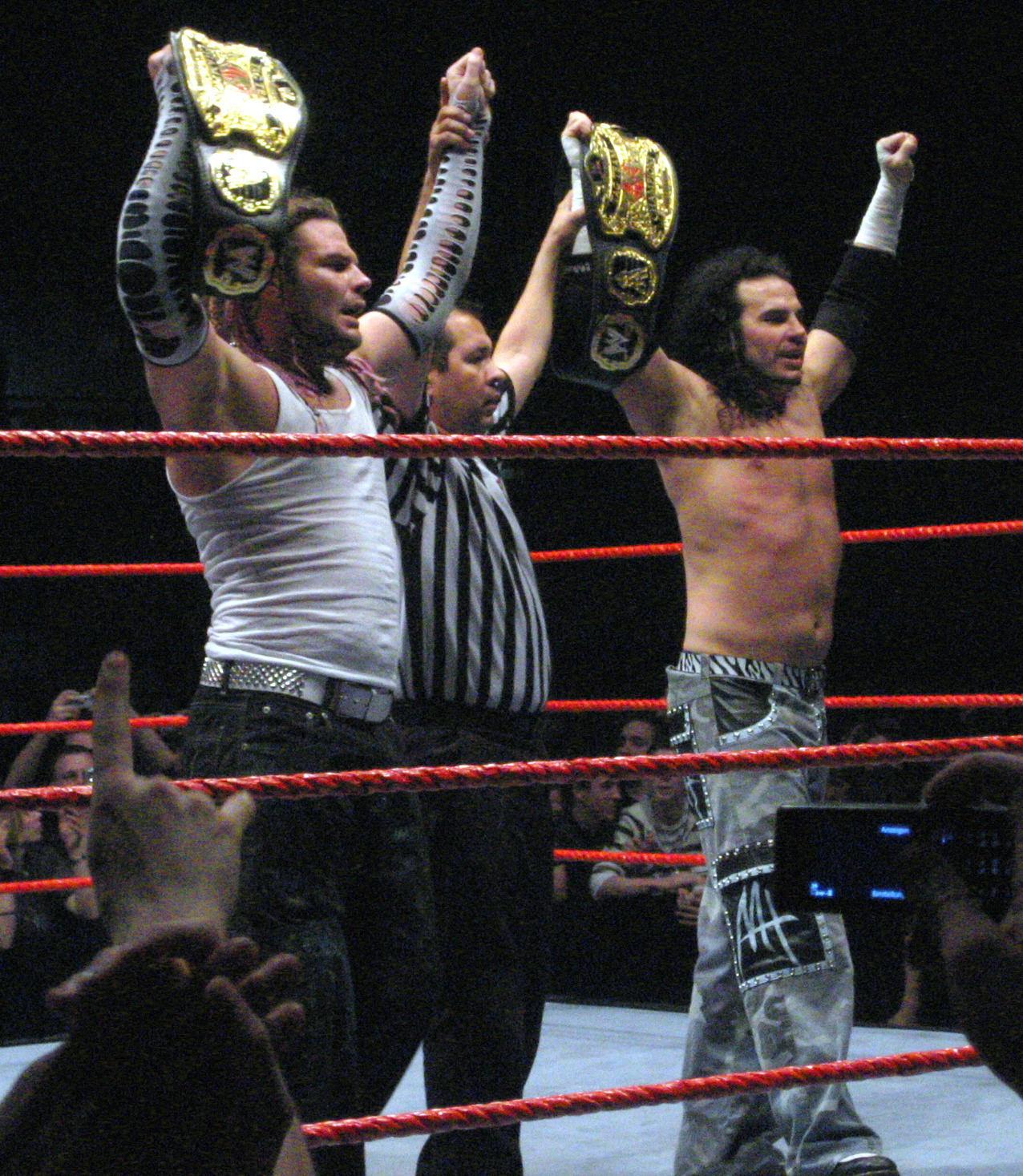
Jeff como Campeón Mundial en Parejas junto a su hermano Matt.

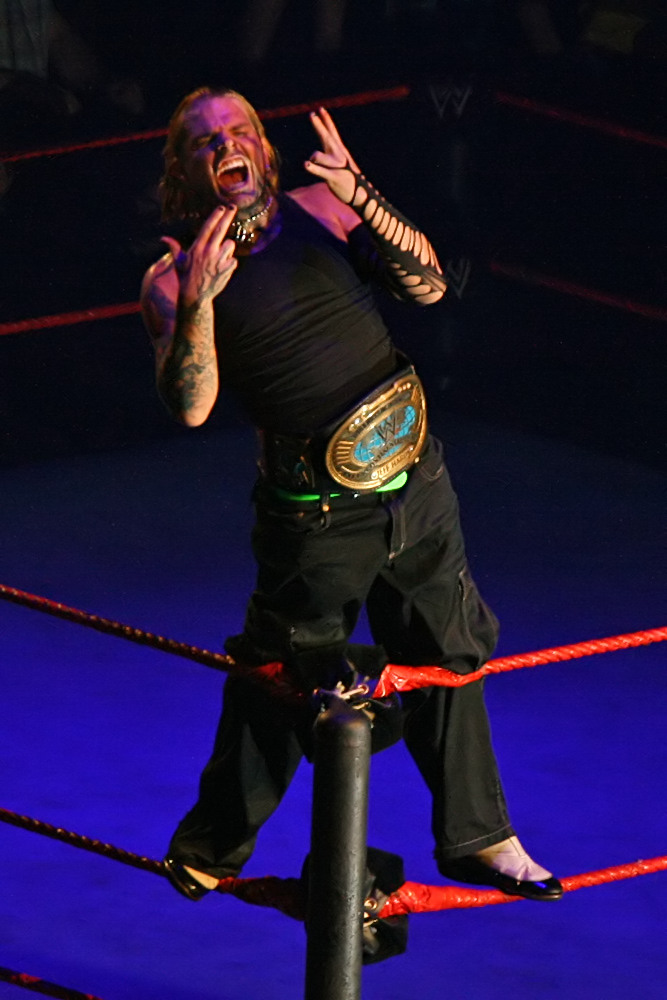
Jeff como Campeón Intercontinental de la WWE.

- Total Nonstop Action Wrestling/TNA
  - TNA World Heavyweight Championship (3 veces)
  - TNA World Tag Team Championship (4 veces, actual) - con Matt Hardy
  - Bound for Glory Series (2012)

- Ring of Honor/ROH
  - ROH World Tag Team Championship (1 vez) - con Matt Hardy

- World Wrestling Entertainment/WWE
  - WWE Championship (1 vez)
  - World Heavyweight Championship (2 veces)
  - WWE Intercontinental Championship (5 veces)
  - WWE United States Championship (1 vez)
  - WWE European Championship (1 vez)
  - WWE Hardcore Championship (3 veces)
  - WWF Light Heavyweight Championship (1 vez)
  - Raw Tag Team Championship (1 vez) - con Matt Hardy
  - SmackDown Tag Team Championship (1 vez) - con Matt Hardy
  - World Tag Team Championship (6 veces) - con Matt Hardy
  - WCW World Tag Team Championship (1 vez) - con Matt Hardy
  - Triple Crown Championship (decimoctavo)
  - Grand Slam Championship (decimoprimero)
  - Slammy Awards (2 veces)
    - Extreme Moment of the Year (2008) giving Randy Orton a Swanton Bomb from the top of the Raw set
    - Extreme Moment of the Year (2009) jumping from a ladder onto CM Punk through the Spanish announce table at SummerSlam

- The Crash
  - The Crasho Tag Team Championship (1 vez) - con Matt Hardy

- Wrestling Superstar
  - Wrestling Superstar Tag Team Championship (1 vez)[217] - con Matt Hardy

- OMEGA Championship Wrestling
  - OMEGA Heavyweight Championship (2 veces)
  - OMEGA Tag Team Championship (1 vez) - con Surge
  - OMEGA New Frontiers Championship (1 vez)

- Pro Wrestling Illustrated
  - Equipo del año (2000) con Matt Hardy (The Hardy Boyz)[218]
  - Lucha del año (2000) con Matt Hardy vs. The Dudley Boyz vs. Edge & Christian (WrestleMania 2000, 2 de abril)
  - Lucha del año (2001) con Matt Hardy vs. The Dudley Boyz vs. Edge & Christian (WrestleMania X-Seven, 1 de abril)
  - Luchador más popular del año (2008)
  - Luchador más popular del año (2009)
  - Regreso del año (2007)
  - Regreso del año (2012)
  - Regreso del año (2017) - con Matt Hardy
  - Situado en el N.º 239 en los PWI 500 de 1998[219]
  - Situado en el N.º 76 en los PWI 500 de 1999[220]
  - Situado en el N.º 30 en los PWI 500 de 2000[221]
  - Situado en el N.º 17 en los PWI 500 de 2001[222]
  - Situado en el N.º 32 en los PWI 500 de 2002[223]
  - Situado en el N.º 64 en los PWI 500 de 2003[224]
  - Situado en el N.º 58 en los PWI 500 de 2005[225]
  - Situado en el N.º 29 en los PWI 500 de 2007[226]
  - Situado en el N.º 18 en los PWI 500 de 2008[227]
  - Situado en el N.º 13 en los PWI 500 de 2009[228]
  - Situado en el N.º 20 en los PWI 500 de 2010[229]
  - Situado en el N.º 16 en los PWI 500 de 2011[230]
  - Situado en el N.º 21 en los PWI 500 de 2012[231]
  - Situado en el N.º 7 en los PWI 500 de 2013[232]
  - Situado en el N.º 29 en los PWI 500 de 2014[233]
  - Situado en el N.º 47 en los PWI 500 de 2015[234]
  - Situado en el N.º 67 en los PWI 500 de 2016[235]
  - Situado en el N.º 51 en los PWI 500 de 2017[236]
  - Situado en el N.º 418 en los PWI Years 500 de 2003[237]

- Wrestling Observer Newsletter
  - WON Mejor luchador volador - 2000[238]
  - WON Feudo del año - 2009, vs. CM Punk
  - Situado en el N.º 6 del WON Mejor pareja de la década (2000–2009), con Matt Hardy[239]